# Staatskarosse

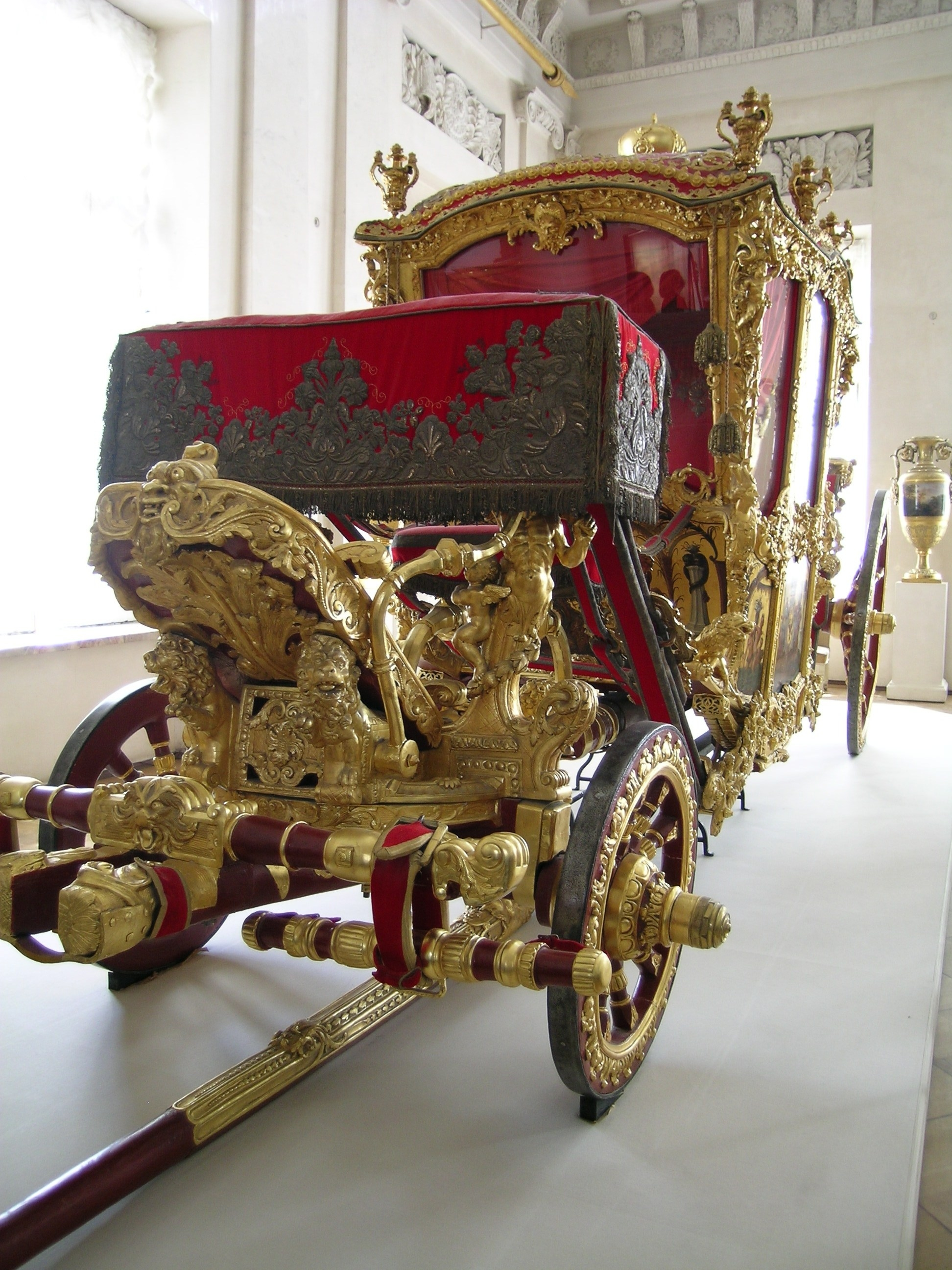
Staatskarosse von Katharina II. (Eremitage St. Petersburg)

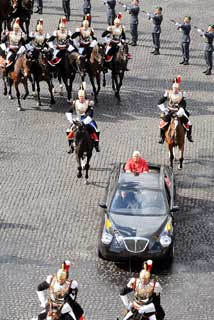
Benedikt XVI. in einer Staatskarosse

Eine Staatskarosse ist ein repräsentatives Fahrzeug für höchste Amtsträger eines Staates und Staatsgäste.
Staatskarosse leitet sich aus dem französischen carosse ab und bezeichnet eine prächtige, vierrädrige Kutsche. Hauptsächlich waren diese oftmals vier-, teilweise auch sechsspännigen Karossen dem hohen Adel vorbehalten. 
Staatskarossen sind aufgrund verschiedener politischer Gepflogenheiten sehr unterschiedlich. Sie reichen von prachtvollen Landaulets für Paraden bis zu gepanzerten Sonderschutzfahrzeugen. Gemeinsam ist, dass sie von einem Chauffeur gesteuert werden und eine Standarte gesetzt werden kann. Häufig werden einheimische Fahrzeughersteller bevorzugt.

## Ägypten
Die Staatskarosse des ägyptischen Präsidenten Husni Mubarak war bis Februar 2011 eine schwarz gepanzerte Mercedes-Benz S-Klasse aus dem Jahr 1998. Dieses Fahrzeugmodell hatte ihn bereits 1995 in Äthiopien vor Gefahren bewahrt. Abd al-Fattah as-Sisi nutzt derzeit eine schwarze, gepanzerte Version der Mercedes-Benz S-Klasse aus dem Jahr 2013. Sein Fahrzeug ist mit einem speziellen schwarzen Nummernschild ausgestattet, auf dem das Präsidentenwappen über einer arabischen 1 zu sehen ist. Minister und hochrangige Regierungsbeamte werden gelegentlich in schwarzen 7er BMWs oder Audi A8s gesichtet, die alle spezielle Regierungskennzeichen tragen. Die parlamentarischen Fahrzeuge hingegen sind oft Mercedes-Benz E-Klassen.

## Australien

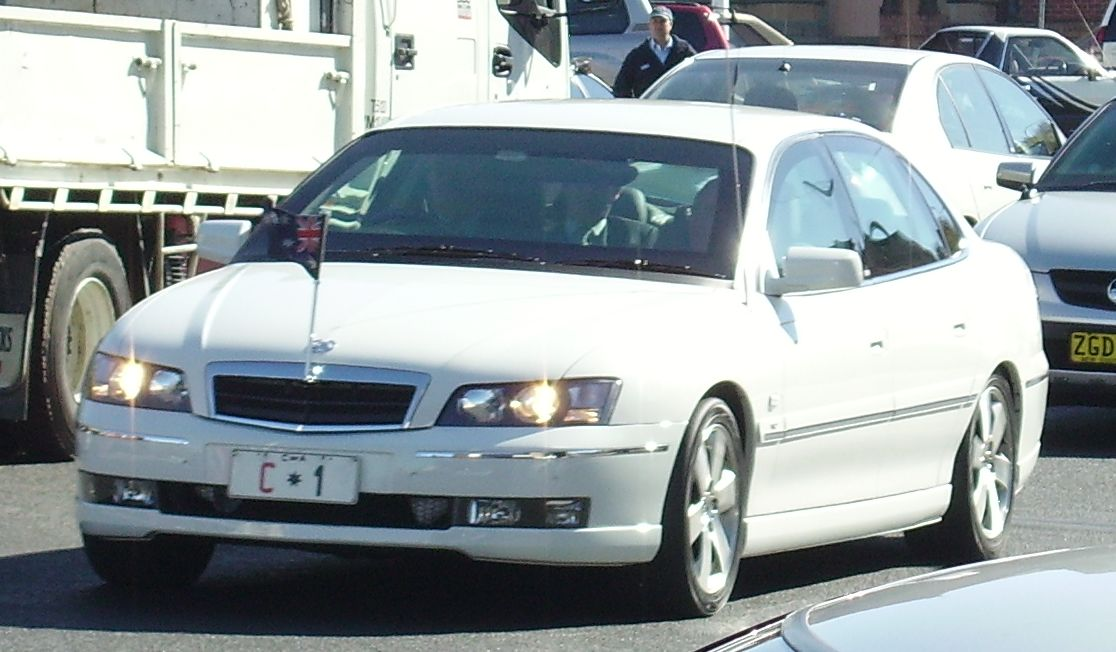
Dienstwagen des Premierministers John Howard im Mai 2007

Seit Beginn der Ministerpräsidentschaft von Tony Abbott 2013 wird in Australien ein weißer BMW 7er als Fahrzeug der Regierungsspitze verwendet. Der Ministerpräsident sitzt dabei in der Regel vorne links auf dem Beifahrersitz. Vorher wurden die Spitzenmodelle von Holden wie der Statesman oder zuletzt der Caprice verwendet. General Motors, der Eigentümer der australischen Traditionsmarke Holden, stellte die Produktion von Automobilen in Australien 2017 ein. Die australische Flagge ist zentral vorne auf der Motorhaube befestigt. Das weiße Kennzeichen, markiert mit „C of A“, ist „C1“, wobei das „C“ für „Commonwealth“ steht – der offizielle Name des Landes ist Commonwealth of Australia.
Der Generalgouverneur als Abwesenheitsvertreter des Monarchen hat eine Krone auf dem Kennzeichen.

## Deutschland
In Deutschland fahren Staatsmänner ausschließlich Fahrzeuge deutscher Marken. Vor dem Zweiten Weltkrieg und auch lange danach handelte es sich meist um Mercedes-Benz; beispielsweise nutzten Paul von Hindenburg und Adolf Hitler Mercedes-Benz 770. Aber auch Exemplare von Horch oder der Maybach Zeppelin DS 8 wurden verwendet. 

### Bundesrepublik Deutschland

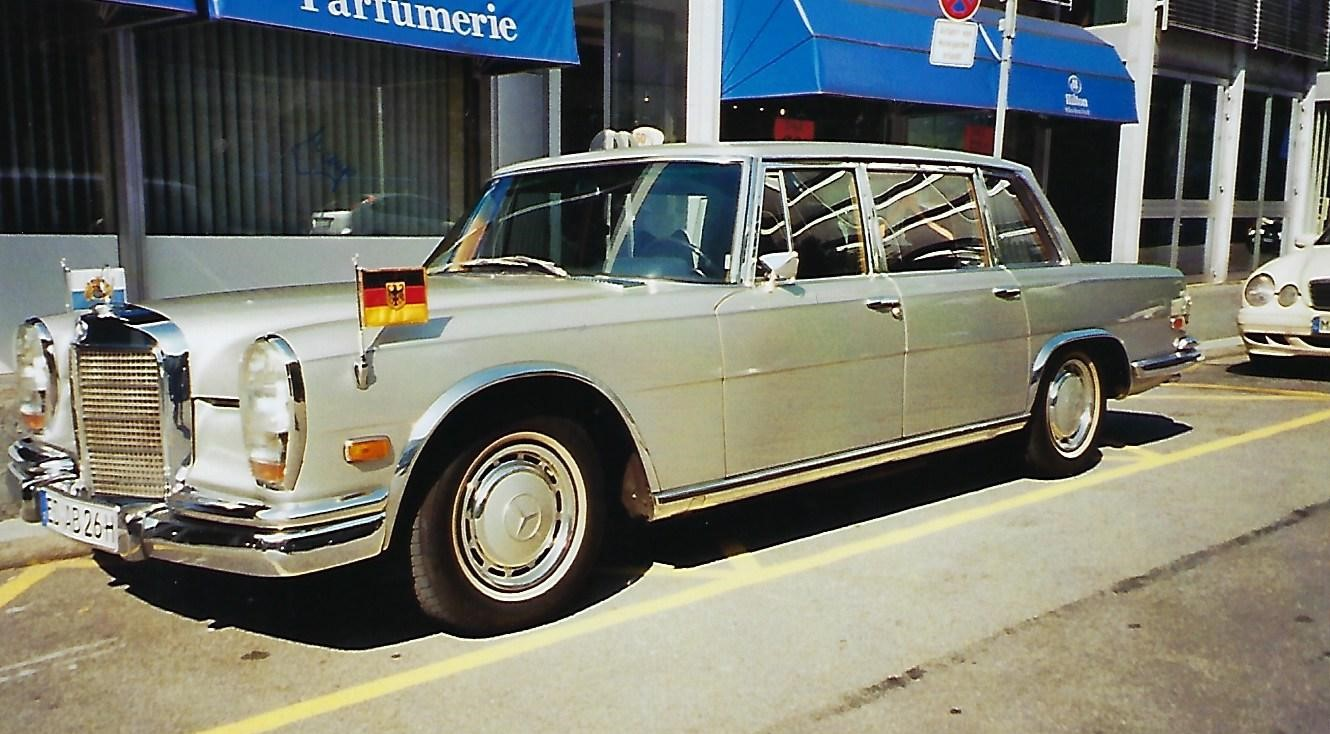
Mercedes-Benz W 100 als deutsche Staatskarosse

Auch in Zeiten der Bundesrepublik wurde meist Mercedes-Benz gefahren. Lediglich bayerische Politiker bevorzugten stets BMW oder Audi. In Nordrhein-Westfalen und Hessen kamen zeitweise auch große Opel-Modelle wie Kapitän, Diplomat B und Senator zum Einsatz. Im Laufe der 1990er-Jahre konnte sich besonders Audi profilieren und in letzter Zeit auch Volkswagen mit dem VW Phaeton. Inzwischen ist es üblich, dass der Bundeskanzler alle deutschen Oberklasse-Limousinen im Fuhrpark hat. Hersteller sind Audi, BMW, Mercedes-Benz und VW. Üblicherweise handelt es sich um Sonderschutzfahrzeuge. Ausländische Staatsgäste reisen innerhalb Deutschlands in der Regel ebenfalls in Oberklasse-Limousinen deutscher Hersteller. 

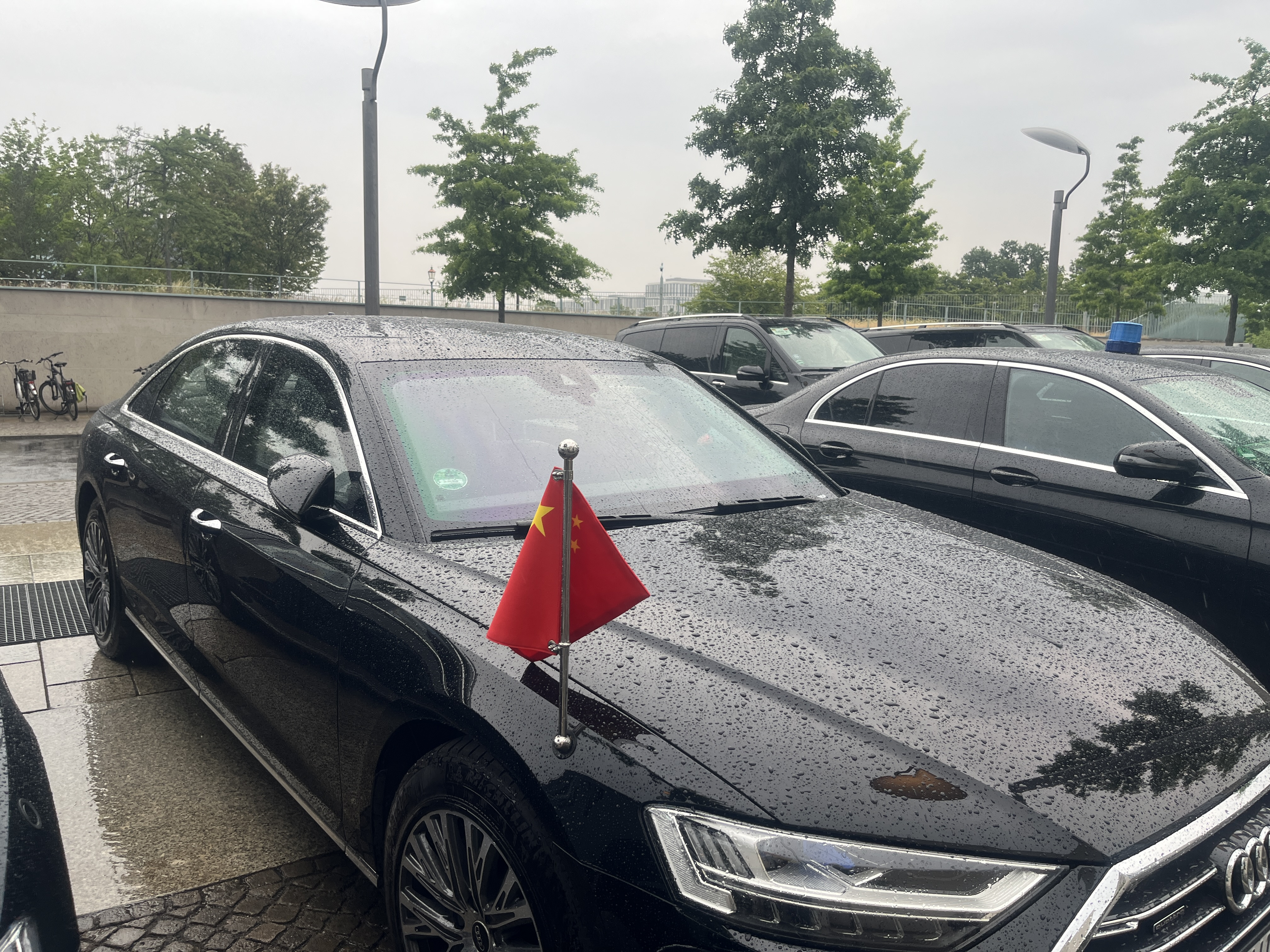
Audi A8 des chinesischen Premiers Li Qiang während eines Deutschland-Besuchs im Juni 2023

Beispiele für bundesdeutsche Politikerfahrzeuge:
- Mercedes-Benz 300 und Mercedes-Benz W 189: Theodor Heuss und Konrad Adenauer
- Mercedes-Benz 600: diverse Bundespräsidenten (diese Fahrzeuge wurden stets von Mercedes-Benz angemietet)
- Mercedes-Benz S-Klasse (W 108 und W 116): Willy Brandt
- Mercedes-Benz S-Klasse (W 116 und ab 1979 W 126): Helmut Schmidt
- Mercedes-Benz S-Klasse (W 126 und W 140): Helmut Kohl
- BMW 7er (E23): Franz Josef Strauß, Friedrich Zimmermann
- Audi A8 (D2): Gerhard Schröder
- VW Phaeton: Gerhard Schröder
- Aktuelle Kanzlerfahrzeuge: Mercedes-Benz S 600 Guard (V 222), Audi A8 L W12 6.0, 7er BMW (G11/G12)

### DDR

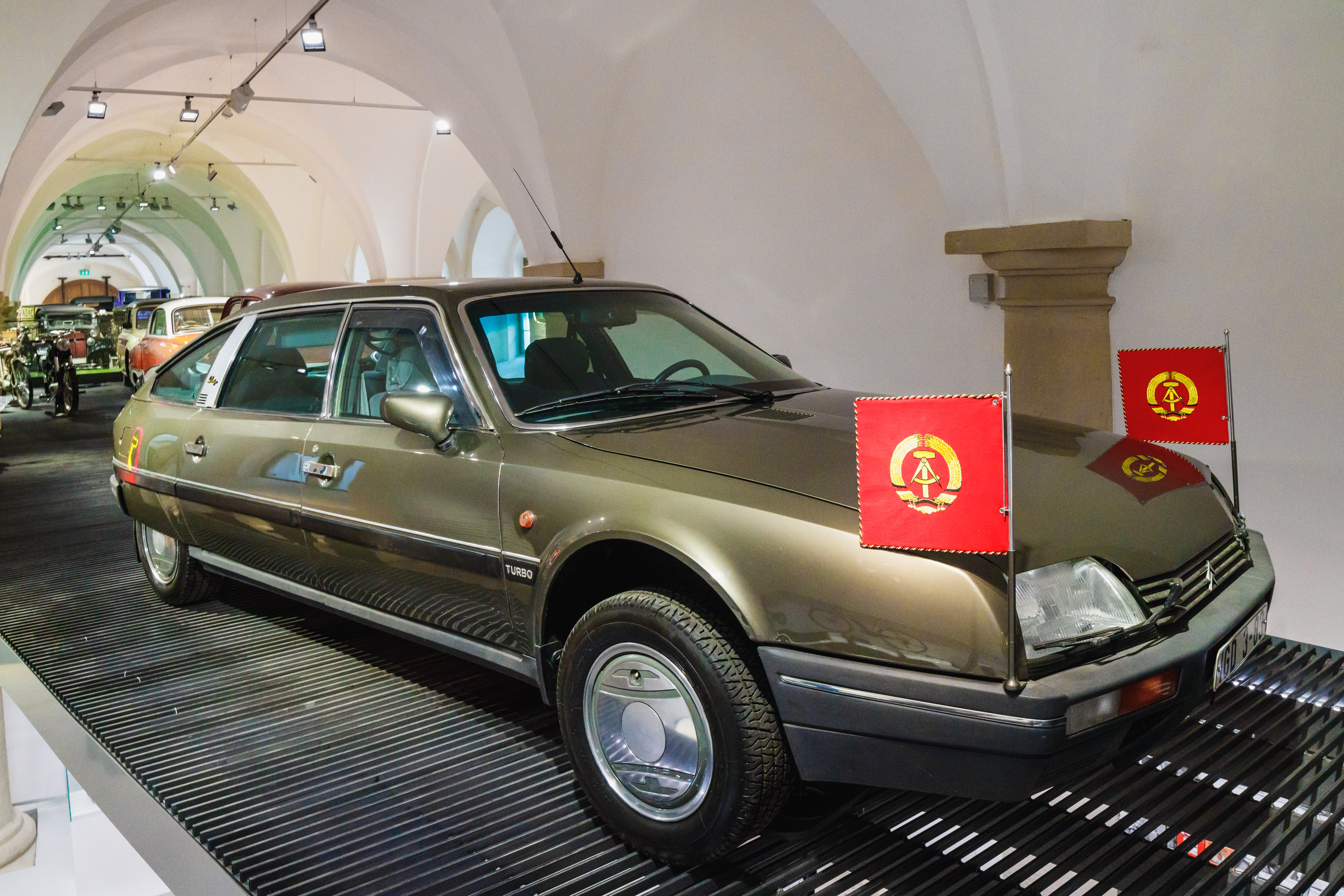
Citroen CX 25 Prestige Turbo 2 von Erich Honecker

In der Deutschen Demokratischen Republik wurden neben sowjetischen Erzeugnissen wie GAZ-13 Tschaika und GAZ-14 Tschaika aus dem Gorkowski Awtomobilny Sawod und ZILs vor allem Fahrzeuge von Tatra, Volvo und Citroën als Staatskarossen eingesetzt. Bis in die 1970er-Jahre war zumeist der Tatra 603 im Einsatz, als Nachfolger für den T603 kam der Tatra 613 zum Einsatz. Später wurden Volvo-Modelle der 200er- und 700er-Reihe sowie der mit der hydropneumatischer Federung ausgestattete Citroën CX eingesetzt. Allein von Letzterem gab es in der Ausführung Prestige 35 Fahrzeuge im Fuhrpark von Erich Honecker, darunter 10 gepanzerte Exemplare. Im letzten Jahr der DDR, 1989, wurden noch zwei von Nilsson in Schweden verlängerte Exemplare bestellt, die aber aufgrund der friedlichen Revolution in der DDR nicht mehr zum Einsatz kamen.
Auch die anderen Fahrzeuge besaßen teilweise verlängerte Karosserien. So gab es von der Volvo 200er- und 700er-Reihe Spezialaufbauten von Volvo (Volvo 264 TE (Top Executive)) oder Carlson in Schweden.

## Finnland
Der Präsident der Republik Finnland nutzt einen gepanzerten Mercedes-Benz S 600L mit dem Wappen Finnlands anstelle eines Nummernschildes. Ein ähnliches Auto wird durch den Parlamentspräsidenten eingesetzt, während der Ministerpräsident einen gepanzerten Mercedes-Benz S 450 CDI als offizielles Fahrzeug nutzt.
Die meisten finnischen Kabinettsmitglieder fahren einen Audi A6, aber auch Fahrzeuge vom Typ Volvo S80 und Saab 9-5 gehören zum Fuhrpark der Regierung.

## Frankreich

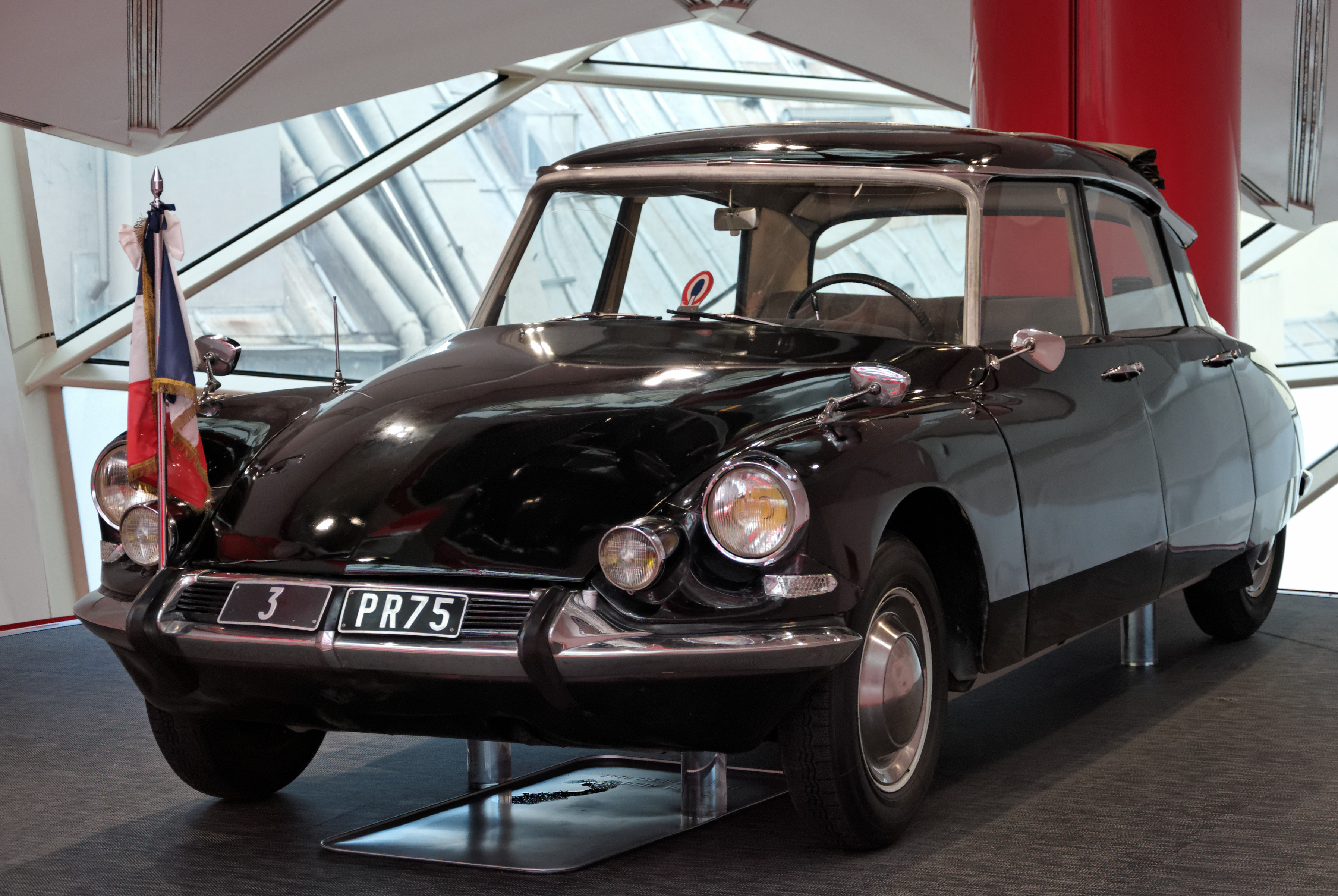
Citroen DS Présidentielle von Charles de Gaulle (1963)

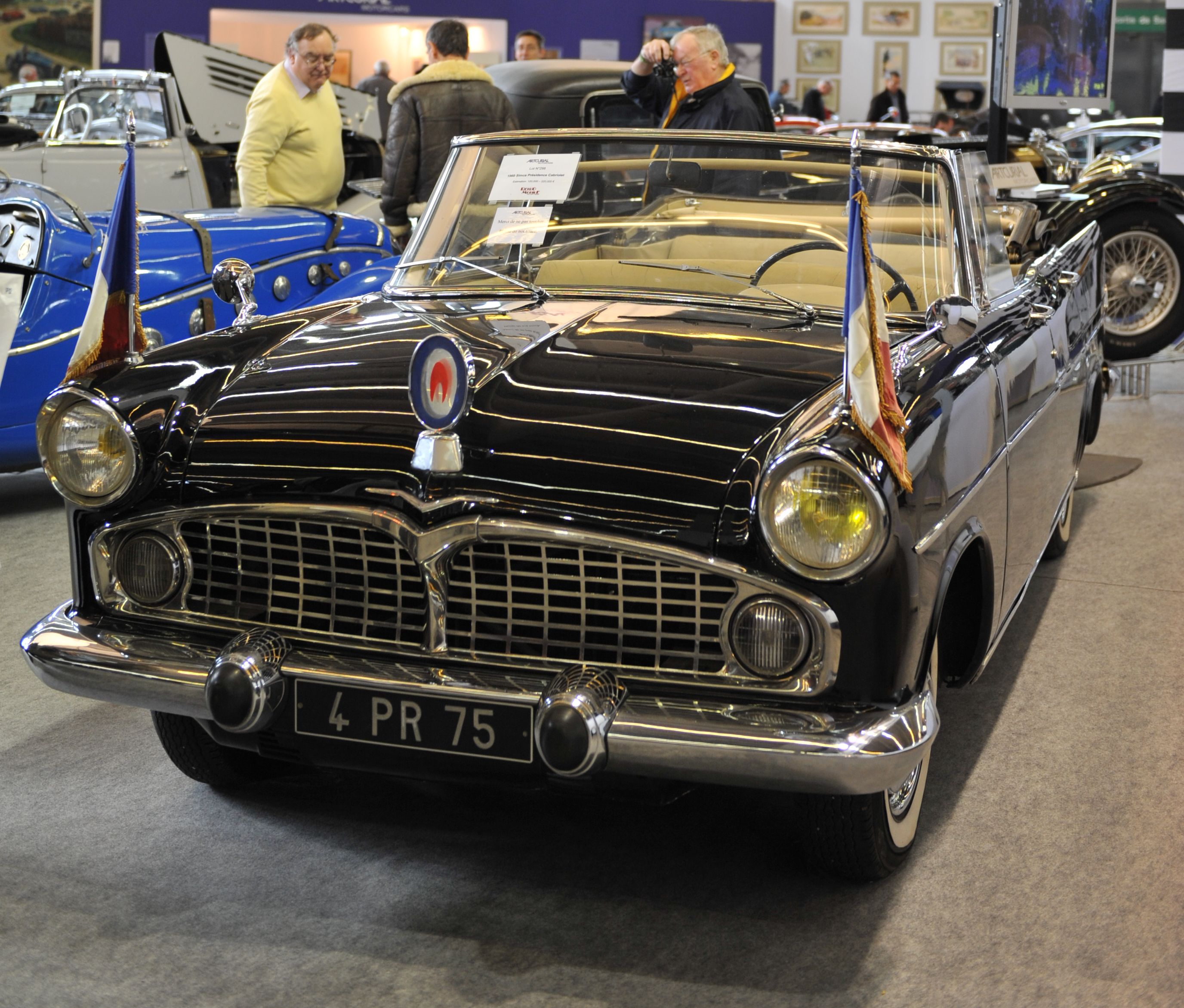
Simca Présidence, genutzt von den Präsidenten de Gaulle und Pompidou

In Frankreich fuhren Politiker und Präsidenten im Laufe der Jahrzehnte die unten angegebenen Fahrzeuge. Aus der langen Reihe von Staatskarossen sticht besonders der von Charles de Gaulle geschätzte Citroën DS hervor, der ihm beim Attentat von Petit-Clamart sogar das Leben rettete.
- Renault 40 CV (1920): Paul Deschanel, Alexandre Millerand, Gaston Doumergue
- Peugeot Typ 156 (1920): Alexandre Millerand
- Renault Reinastella (1931): Paul Doumer, Albert Lebrun
- Renault Nerva Grand Sport (1938): Albert Lebrun

- Renault Suprastella (1941): Philippe Pétain, Vincent Auriol
- Talbot-Lago T26L (1950): Vincent Auriol
- Citroën Traction Avant mit modernen Spezialkarosserien (Limousine von Franay und Cabriolet von Chapron, 1955): René Coty, Charles de Gaulle
- Simca Vedette Présidence (1959): Charles de Gaulle, Georges Pompidou

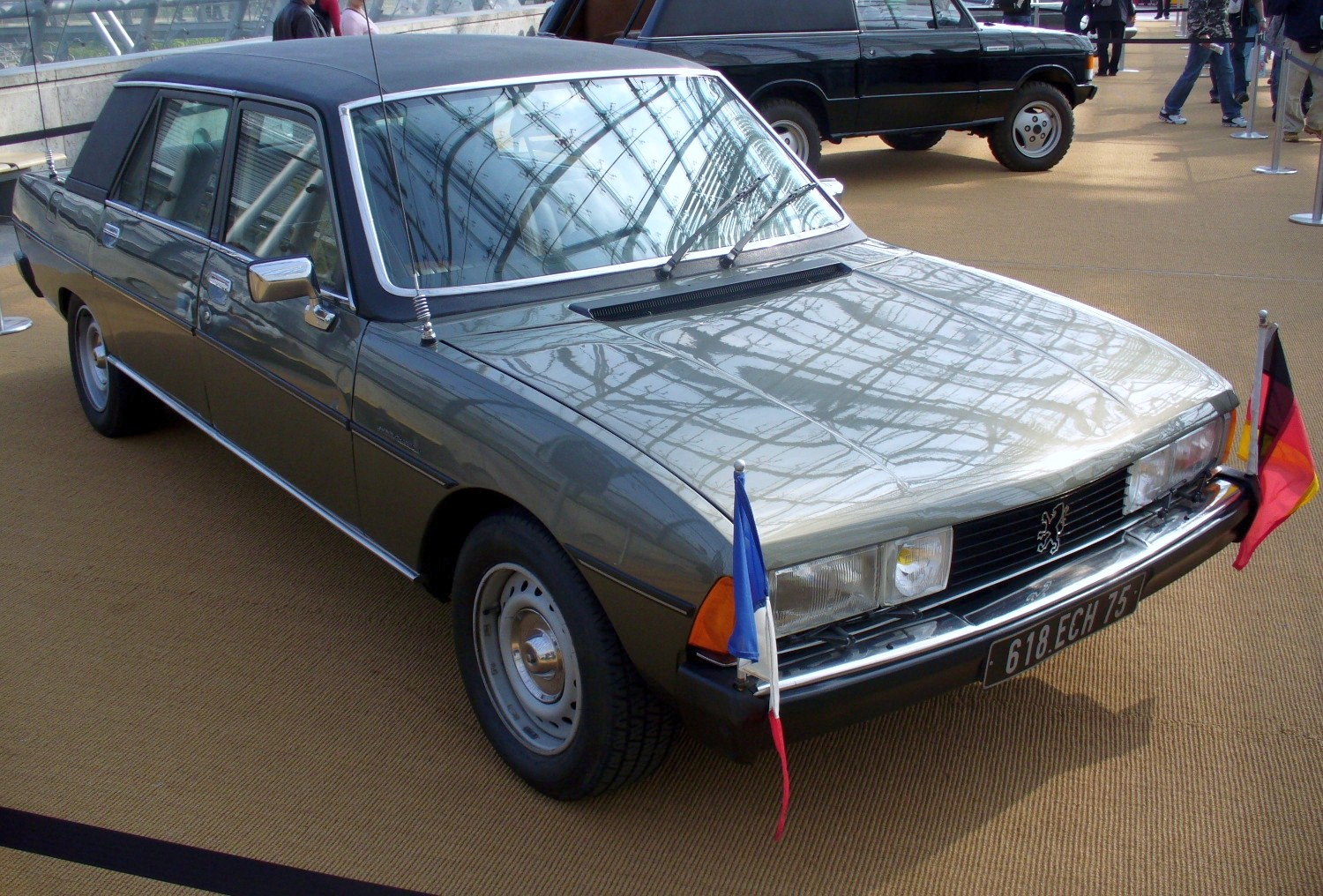
Peugeot 604 in Sonderausführung eingesetzt von Valéry Giscard d’Estaing

- Citroën DS 19 (1962): Charles de Gaulle, Georges Pompidou
- Citroën DS Chapron (1968): Charles de Gaulle
- Citroën SM Presidentielle (1972): Georges Pompidou, Valéry Giscard d’Estaing, François Mitterrand, Jacques Chirac
- Citroën DS 21 (1974): Valéry Giscard d’Estaing
- Peugeot 604 (1975): Valéry Giscard d’Estaing
- Citroën CX Prestige (1976): Valéry Giscard d’Estaing

- Renault 30 (1981): François Mitterrand
- Renault 25 (1984): François Mitterrand
- Citroën XM: François Mitterrand, Jacques Chirac
- Renault Safrane (1992): François Mitterrand, Jacques Chirac
- Peugeot 605: Jacques Chirac
- Peugeot 607 (1999): Jacques Chirac, Nicolas Sarkozy

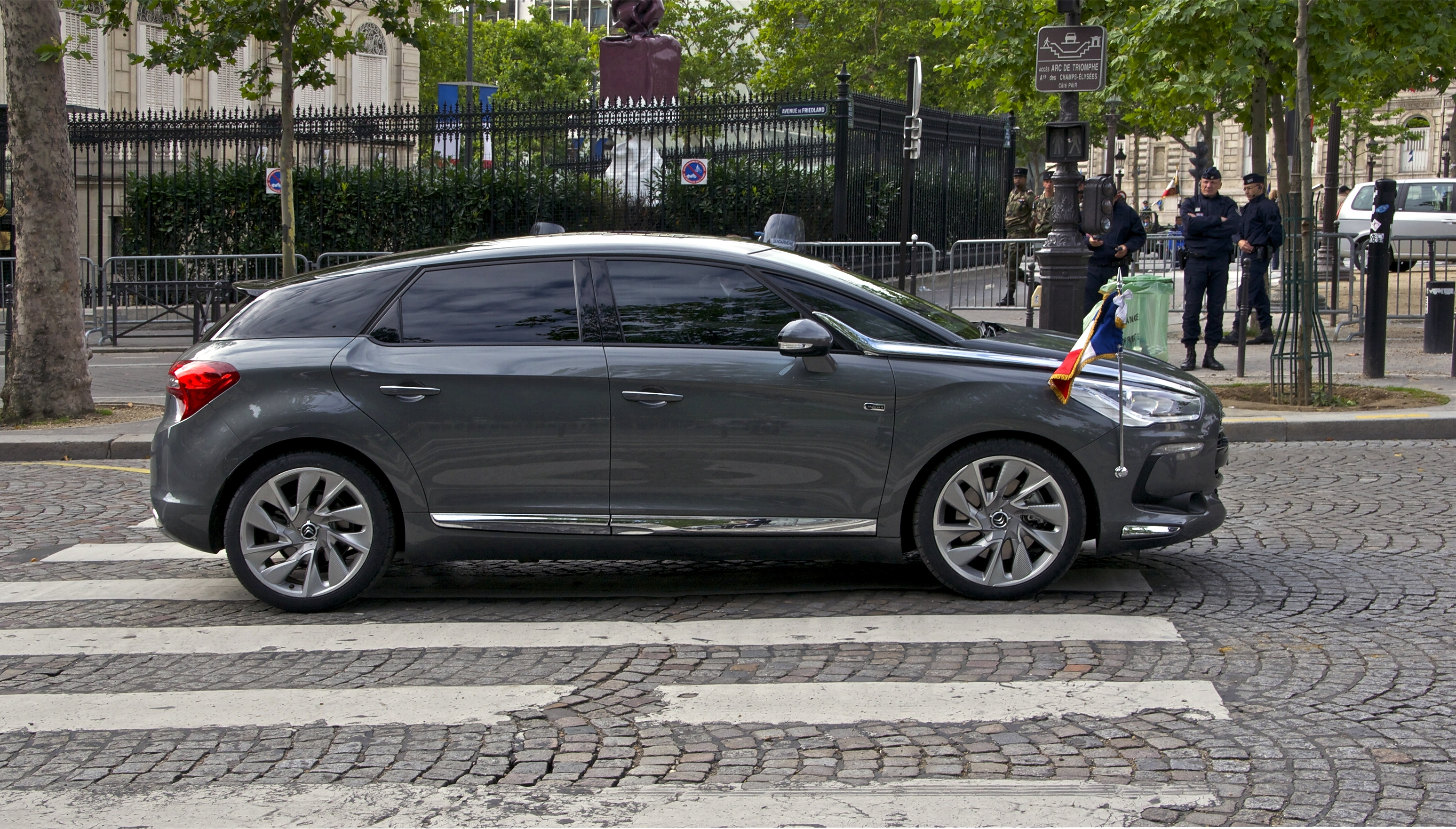
DS5 Hybrid des Präsidenten Hollande (2012)

- Citroën C6 (2005): Jacques Chirac, Nicolas Sarkozy, François Hollande, Emmanuel Macron
- Peugeot 607 Paladine (2007): Nicolas Sarkozy
- Renault Vel Satis (2008): Nicolas Sarkozy
- Citroën DS5 Hybrid4 (2012): François Hollande
- DS5 (2015): François Hollande
- Renault Espace V (2016): François Hollande, Emmanuel Macron
- DS 7 Crossback (2017): Emmanuel Macron
- Peugeot 5008 II (2017): Emmanuel Macron
- Renault Rafale  (2025): Emmanuel Macron

## Griechenland
Als Staatskarossen wurden schon kurz nach dem Ersten Weltkrieg bis in die Gegenwart Modelle von Mercedes-Benz eingesetzt. Wenige Ausnahmen bilden ein Packard, in dem 1933 der damalige Ministerpräsident Eleftherios Venizelos knapp einem Attentat entging, sowie ein Maybach Zeppelin in den 1930er Jahren und ab 1970 ein Rolls-Royce Silver Shadow. Dieser Wagen wurde noch während der Monarchie in Griechenland angeschafft und bis 1981 genutzt.
Ab 1981 gehörte eine gepanzerte Mercedes S-Klasse des Typs Mercedes-Benz 500 SEL / W 126 unter Konstantinos Karamanlis zum offiziellen Fuhrpark des griechischen Staatspräsidenten. Der ihm nachfolgende Staatspräsident Konstantinos Stefanopoulos (1995–2005) nutzte das gleiche Fahrzeug und verzichtete, in Erwartung einer notwendigen Sparsamkeit, auf sein Anrecht, eine neue Staatslimousine zu erhalten.
1991 brach Ministerpräsident Konstantinos Mitsotakis mit der Tradition, die Marke Mercedes als Staatslimousine zu wählen und ließ 16 gepanzerte Fahrzeuge des italienischen Herstellers Lancia (Lancia Thema) für den Gebrauch auf Regierungsebene kaufen. Diese Fahrzeuge blieben kurioserweise über 13 Jahre im Einsatz auf Ministerebene: einen der letzten in Gebrauch befindlichen gepanzerten Lancia Thema erhielt Evangelos Venizelos, der spätere Finanzminister während der griechischen Staatsschuldenkrise, 2001 als Kultusminister. In dieser Funktion war er 2001–2004 für die Koordinierung der Vorbereitung der Olympischen Spiele 2004 verantwortlich. Dabei wurde die Flotte an staatlichen Dienstwagen erneuert, laut Vertragspflichten ausschließlich mit Hyundai-Fahrzeugen, dem offiziellen Auto-Werbepartner der Olympischen Sommerspiele 2004.
Ab 2004 wurden unter der Regierung von Kostas Karamanlis erstmals Regierungsfahrzeuge von Audi (A4, A8) bestellt.
2009 versprach (der spätere Regierungschef) Giorgos Papandreou den Verkauf aller staatlichen Autos über 1400 Kubikzentimeter. Es sollten fortan nur noch Fahrzeuge angeschafft werden, die höchsten Umweltauflagen entsprechen würden. Dies wurde sogar per Ministerialdekret geregelt (KYA 129/2534/2010 -ΦΕΚ 108β') und eine Frist hierfür bis 31. Dezember 2010 festgesetzt, doch das Dekret wurde, trotz mehrfacher Fristverlängerung bis Ende 2014, nie erfüllt, mit kurzweiliger Ausnahme des eigenen Dienstwagens: Giorgos Papandreou ließ den gepanzerten Mercedes seines Vorgängers verkaufen und nutzte zunächst einen weißen Toyota Prius als Dienstwagen, etwas später gesellte sich ein Lexus SUV Hybrid dazu. Dabei blieb es nicht, denn im zeitlichen Rahmen des ersten EU/IWF-Pakets an Griechenland wurde ein gepanzerter BMW 760Li High Security für den jeweiligen Finanzminister angeschafft, da man von erhöhter Gefahr für den dieses Amt innehabenden Ministers ausging; mit einem Kaufpreis von etwa 750.000 EUR wurde dieses Fahrzeug zum politischen Zankapfel, da viele dieses Luxusgefährt der Politiker, die dem Volk schwere Sparmaßnahmen auferlegten, als anstößig empfanden.
Bei Staatsbesuchen wurde auf die gepanzerte S-Klasse des Präsidenten oder einen Leihwagen zurückgegriffen. Für rangniedrigere Amtsinhaber wurden Fahrzeuge des Typs Škoda Octavia angeschafft. Unter der Regierung von Andonis Samaras (2012–2015) wurde eine weitere gepanzerte Limousine BMW 7er iL geordert, pikanterweise kam dieses Fahrzeug zum ersten Mal beim Staatsbesuch von Bundeskanzlerin Angela Merkel 2014 zum Einsatz. Beide Fahrzeuge sollten, laut Versprechen des linksorientierten Premiers Alexis Tsipras nach dem Regierungswechsel 2015, abgeschafft werden.
Im Fuhrpark des Staatspräsidenten befindet sich nun auch wieder eine gepanzerte Mercedes S-Klasse S 500 (W 220), später S 500 L (Baureihe 221), da dieser unter die Belange der griechischen Präsidentschaft und nicht der Regierung fällt.

## Großbritannien

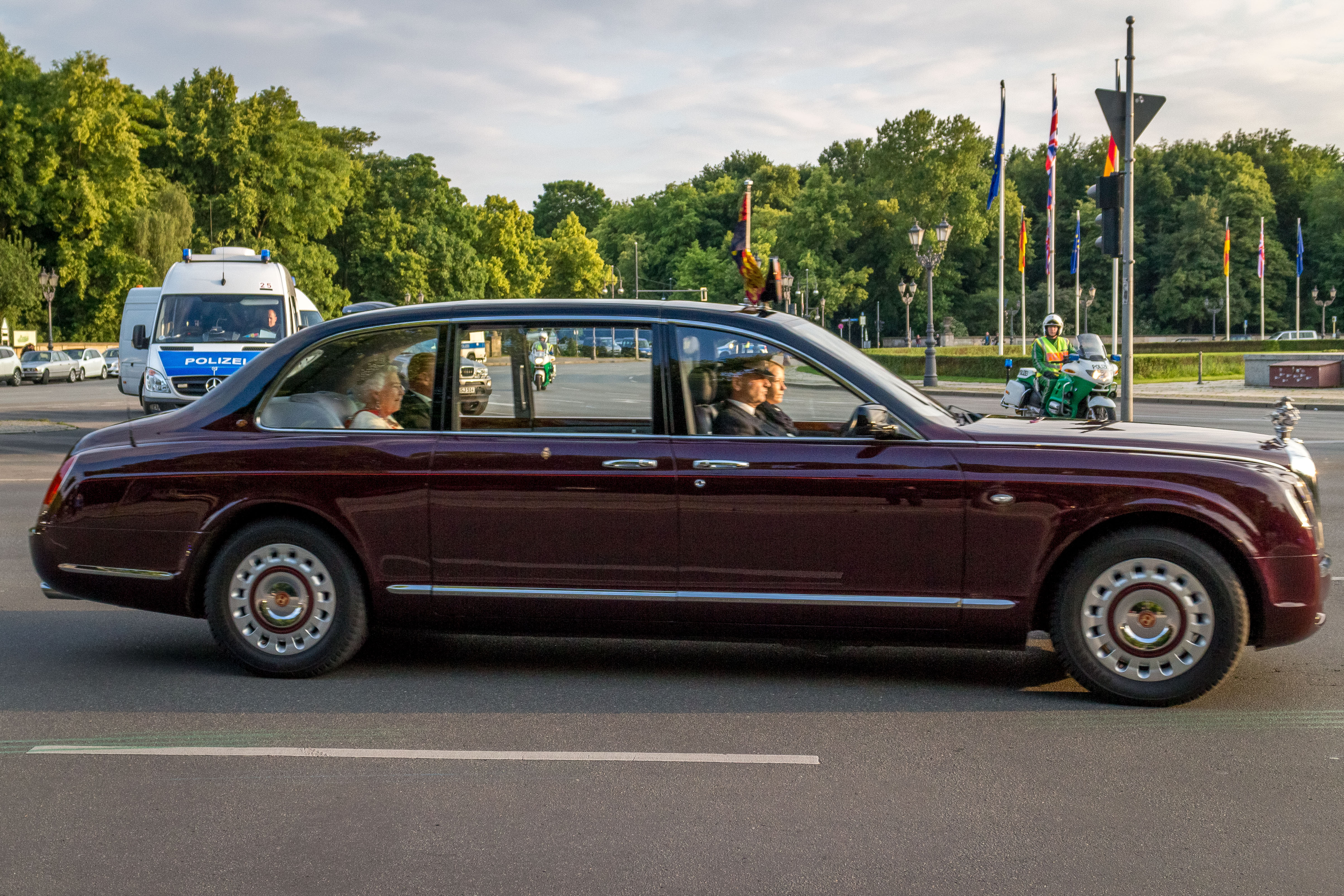
Elisabeth II. und Prinz Philip in der Bentley State Limousine (2015)

Der britische Hof bevorzugte bis in die 1950er Jahre fast ausschließlich Fahrzeuge der Daimler Motor Company, zuletzt ab 1946 Fahrzeuge des größten Typs DE 36. Diese waren in der Regel mit speziellen, mitunter erhöhten Karosserien versehen.
Erst mit der Thronbesteigung von Elisabeth II. im Jahr 1952 wurde mit dem Phantom IV zum ersten Mal ein Automobil der Nobel-Marke Rolls-Royce zur britischen Staatskarosse. Auf diesen folgten mehrere Modelle des Phantom V sowie von dessen Nachfolger Phantom VI. Später wurde wiederum ein Daimler genützt, nämlich mehrere Exemplare des Daimler DS420. Dieses Modell wurde speziell von der Königinmutter sehr geschätzt, die fünf Exemplare ihr Eigen nannte. Seit 2002 wurde Königin Elisabeth II. bei offiziellen Anlässen meist in einer Bentley State Limousine chauffiert. 
Bei besonderen Anlässen kommen auch ältere Fahrzeuge des Hoffuhrparks zum Einsatz; zuletzt wurde König Charles III. bei der Beerdigung seiner Mutter im Rolls-Royce Phantom VI chauffiert. Auch das für das Silberne Thronjubiläum 1977 angeschaffte Silver Jubilee Car (ein Phantom VI) sowie mehrere Jaguar XJ kamen dabei zum Einsatz.
Der britische Premierminister fährt zurzeit einen Jaguar XJ der neuesten Modellgeneration.

### Britische Staatskarossen

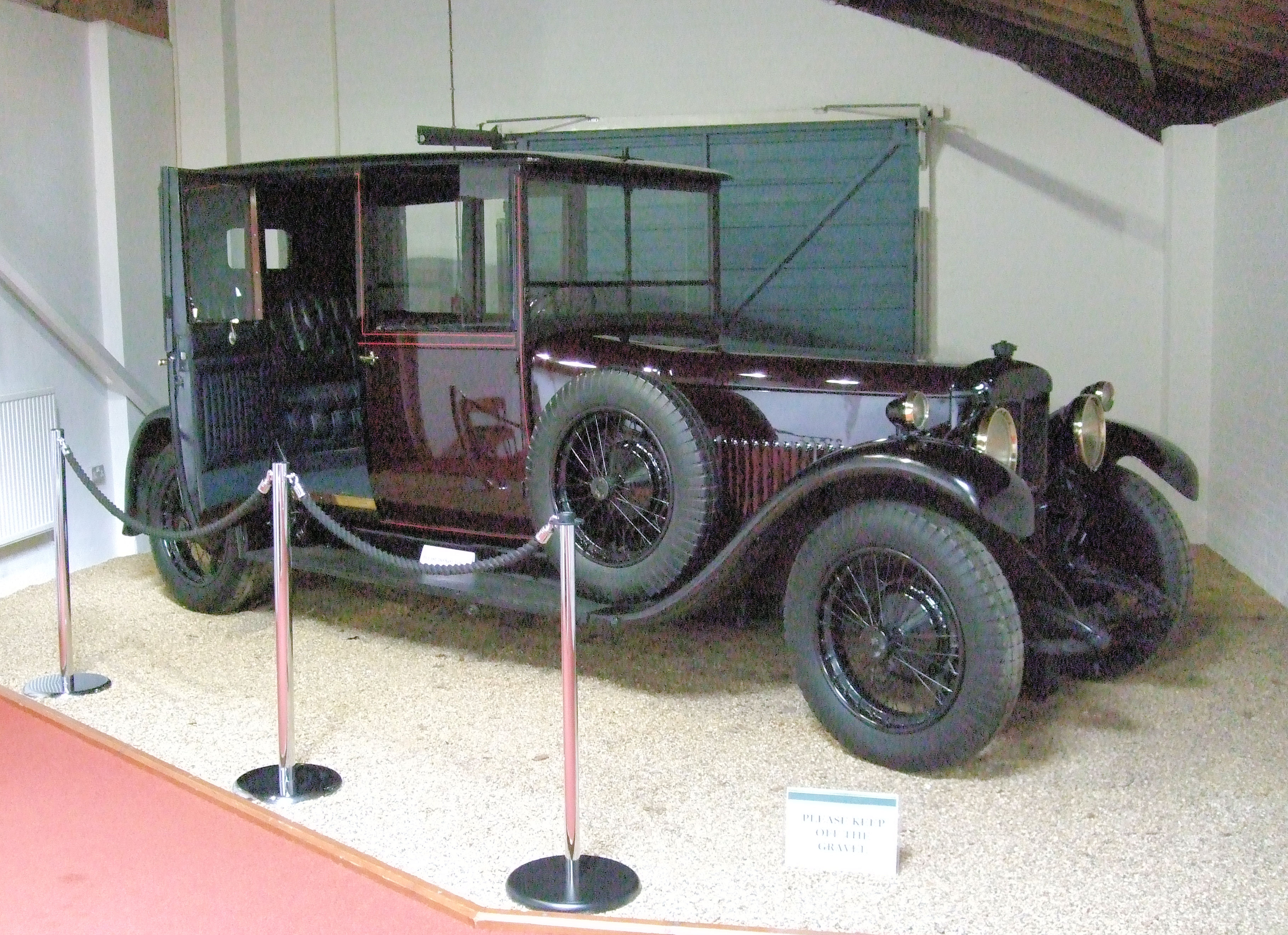
Daimler Double-Six (1930)
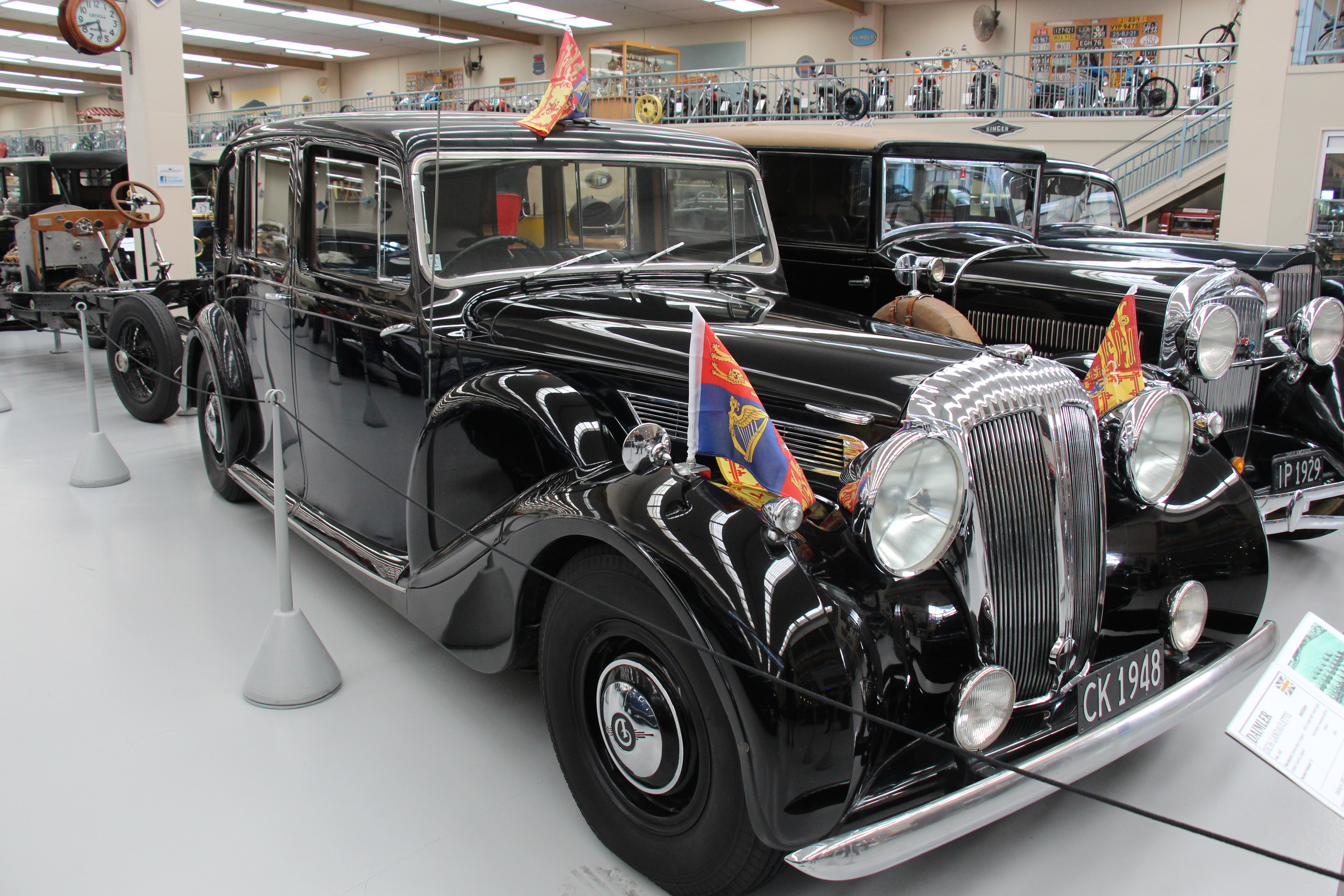
1948er Daimler DE 36 (Straight Eight)
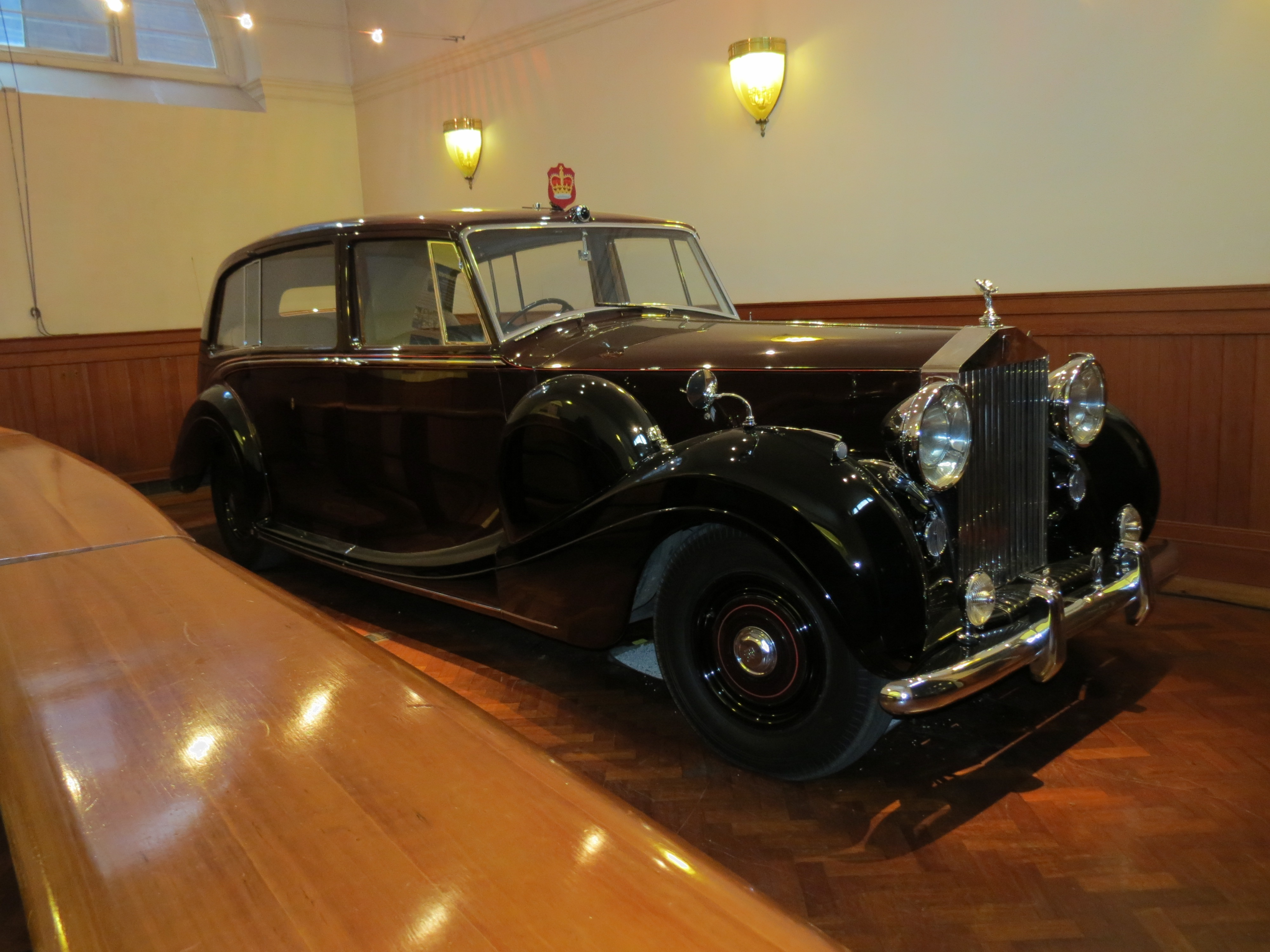
Rolls-Royce Phantom IV in den Royal Mews
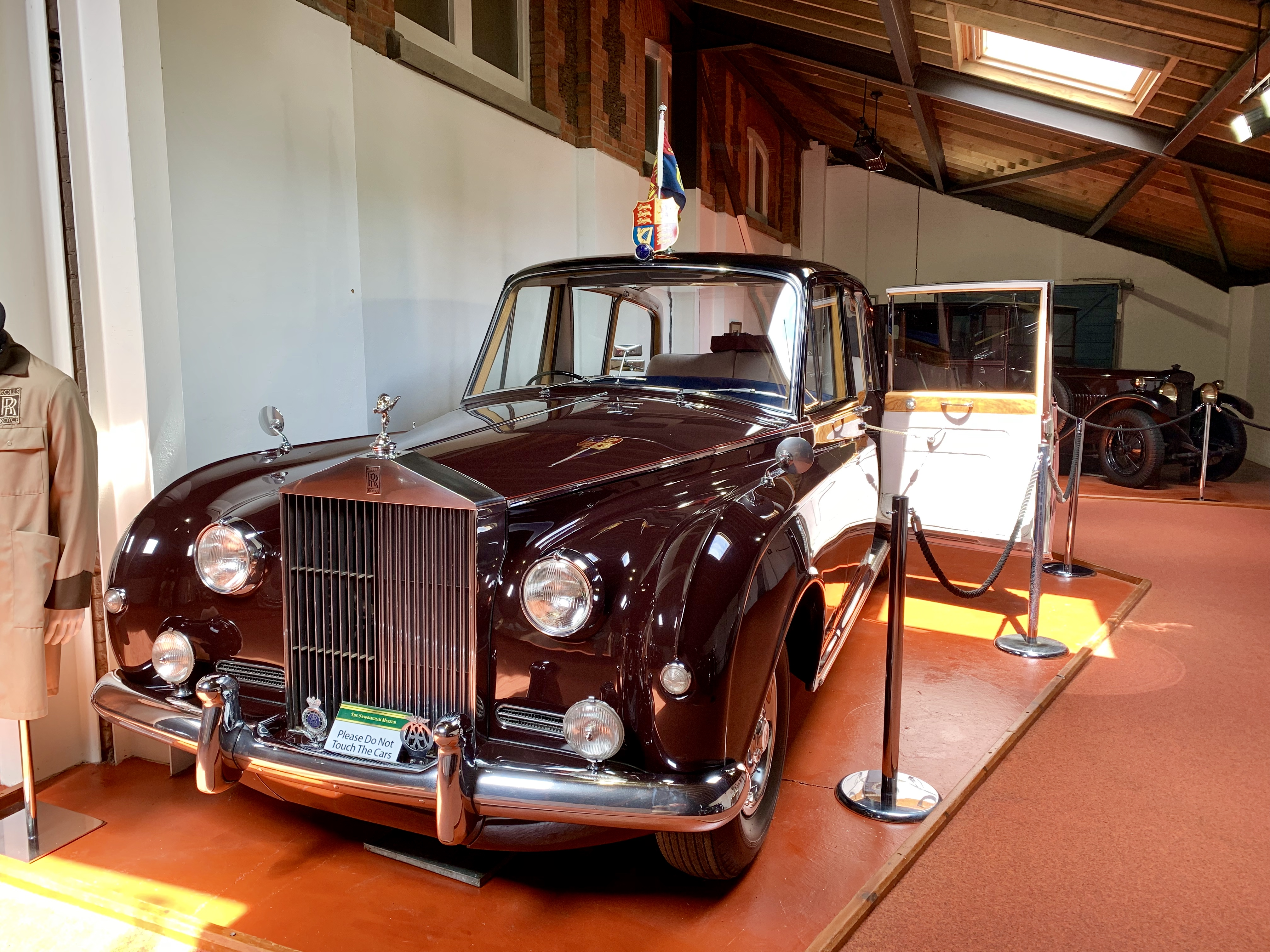
Rolls Royce Phantom V in Sandringham
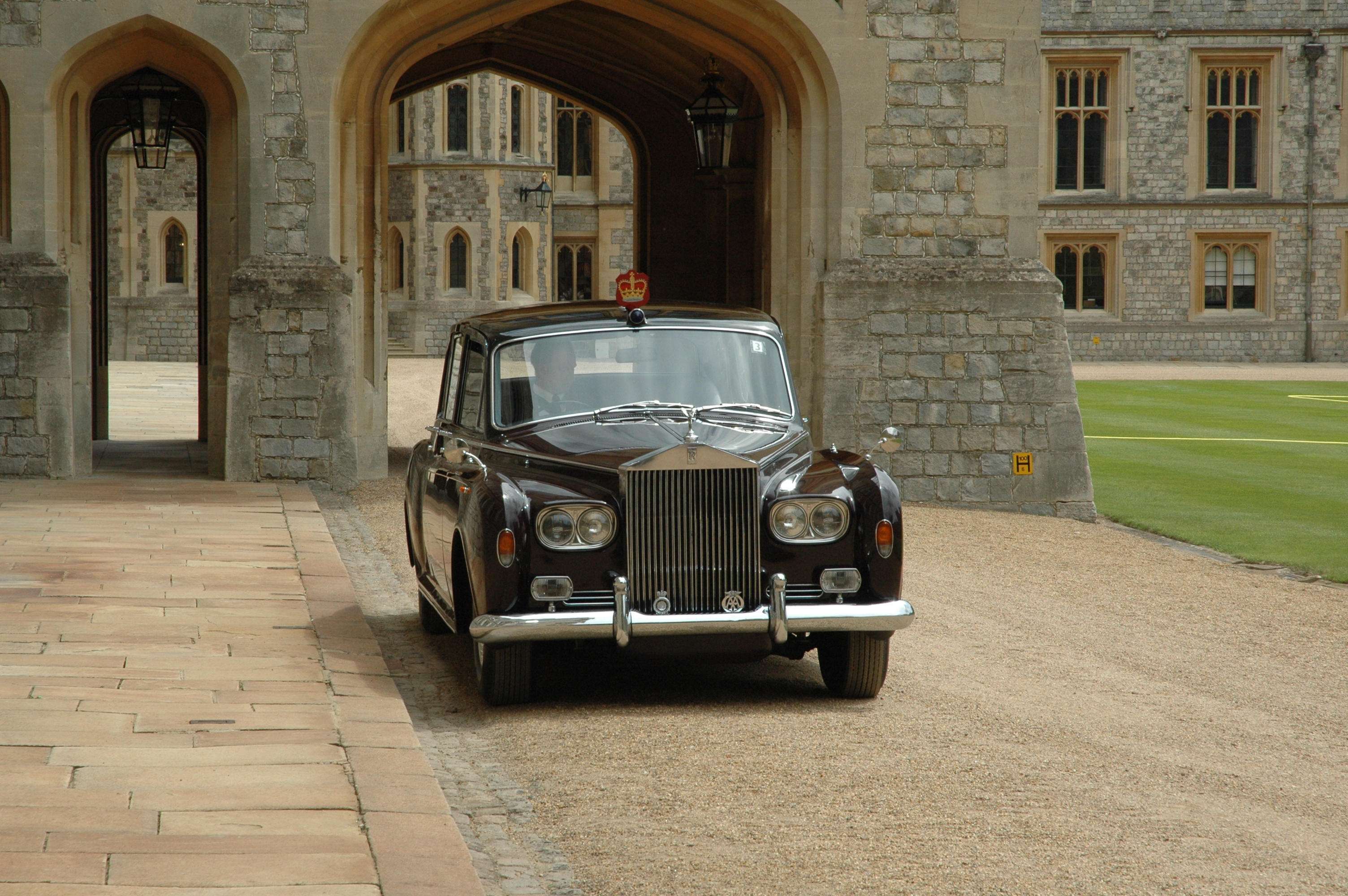
Rolls Royce Phantom VI in Windsor Castle (2009)
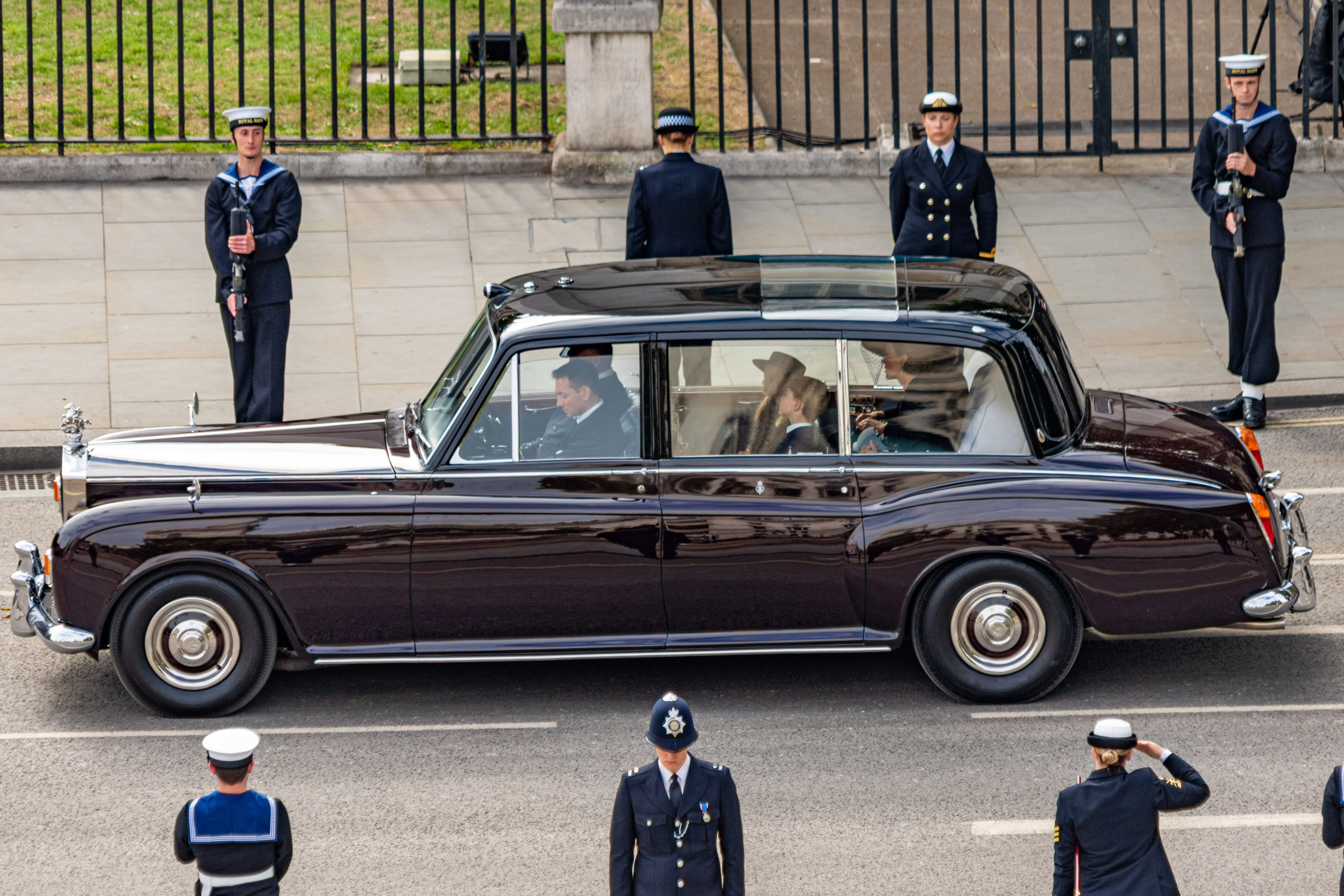
Rolls Royce Phantom VI Silver Jubilee Car
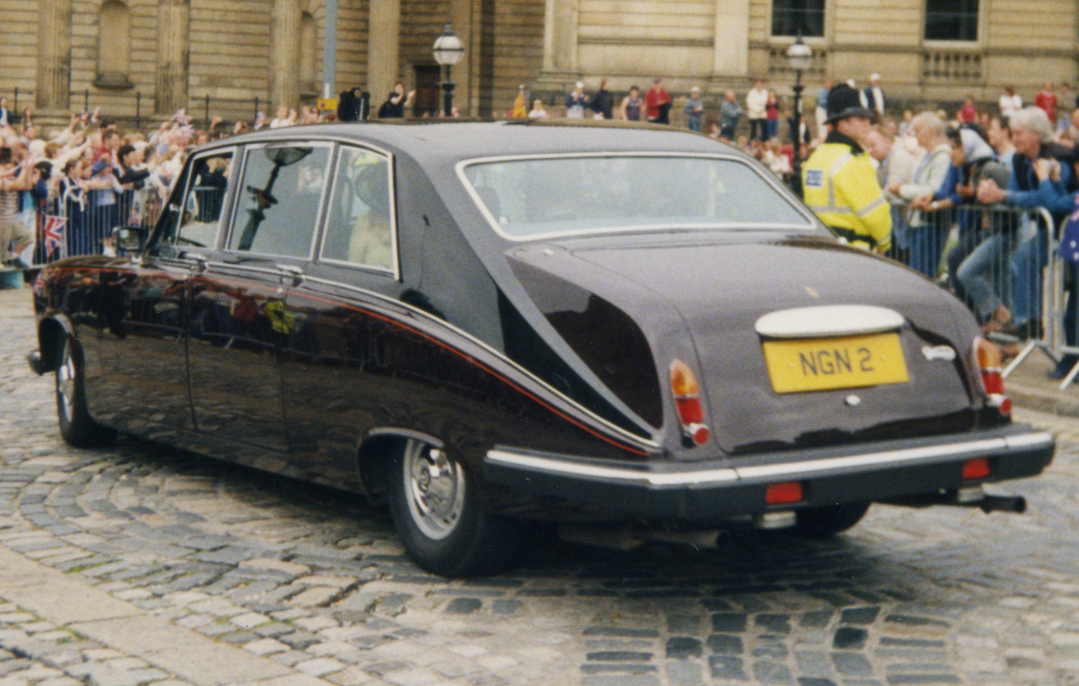
Daimler DS 420
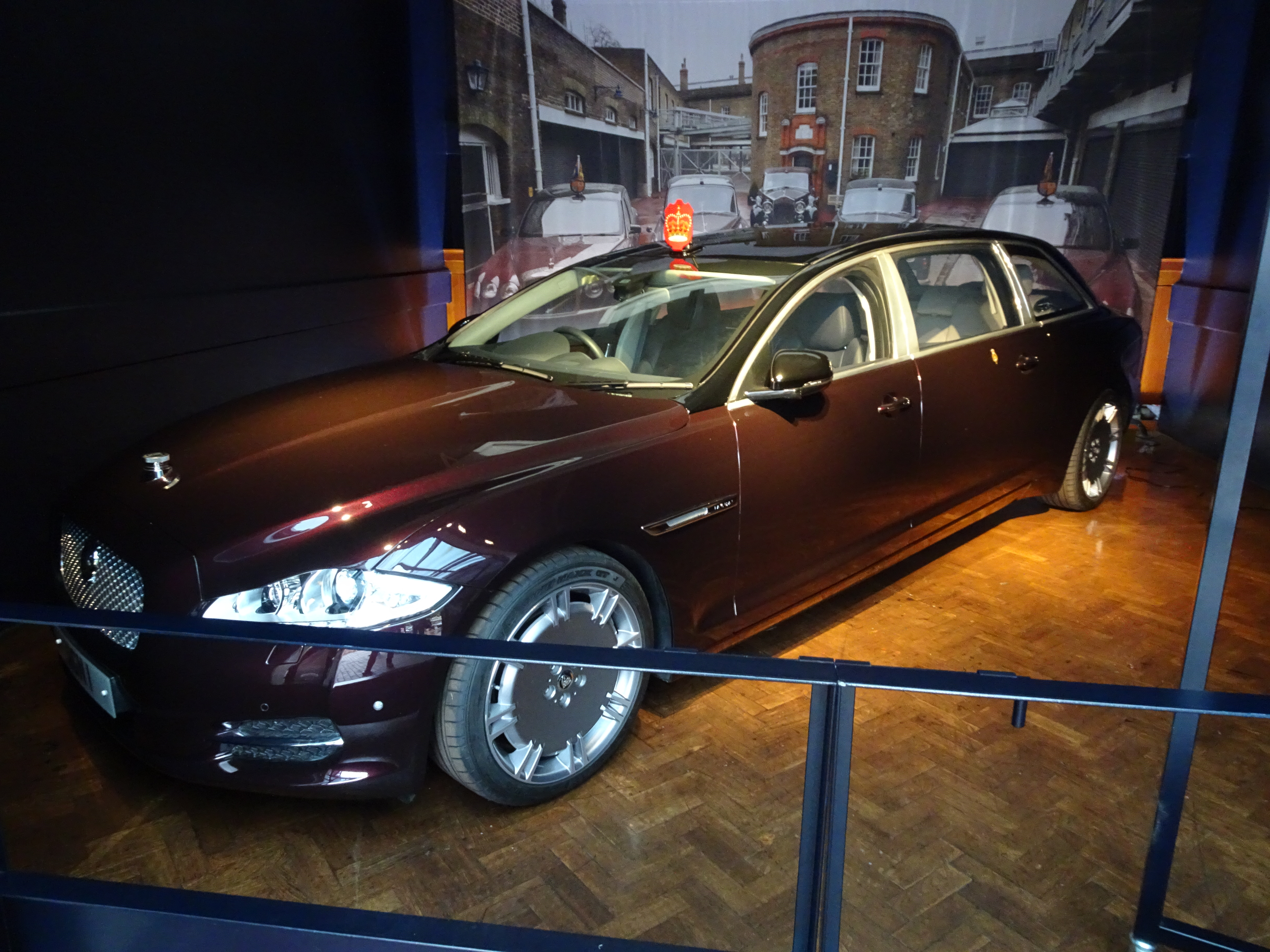
Jaguar XJ

## Italien

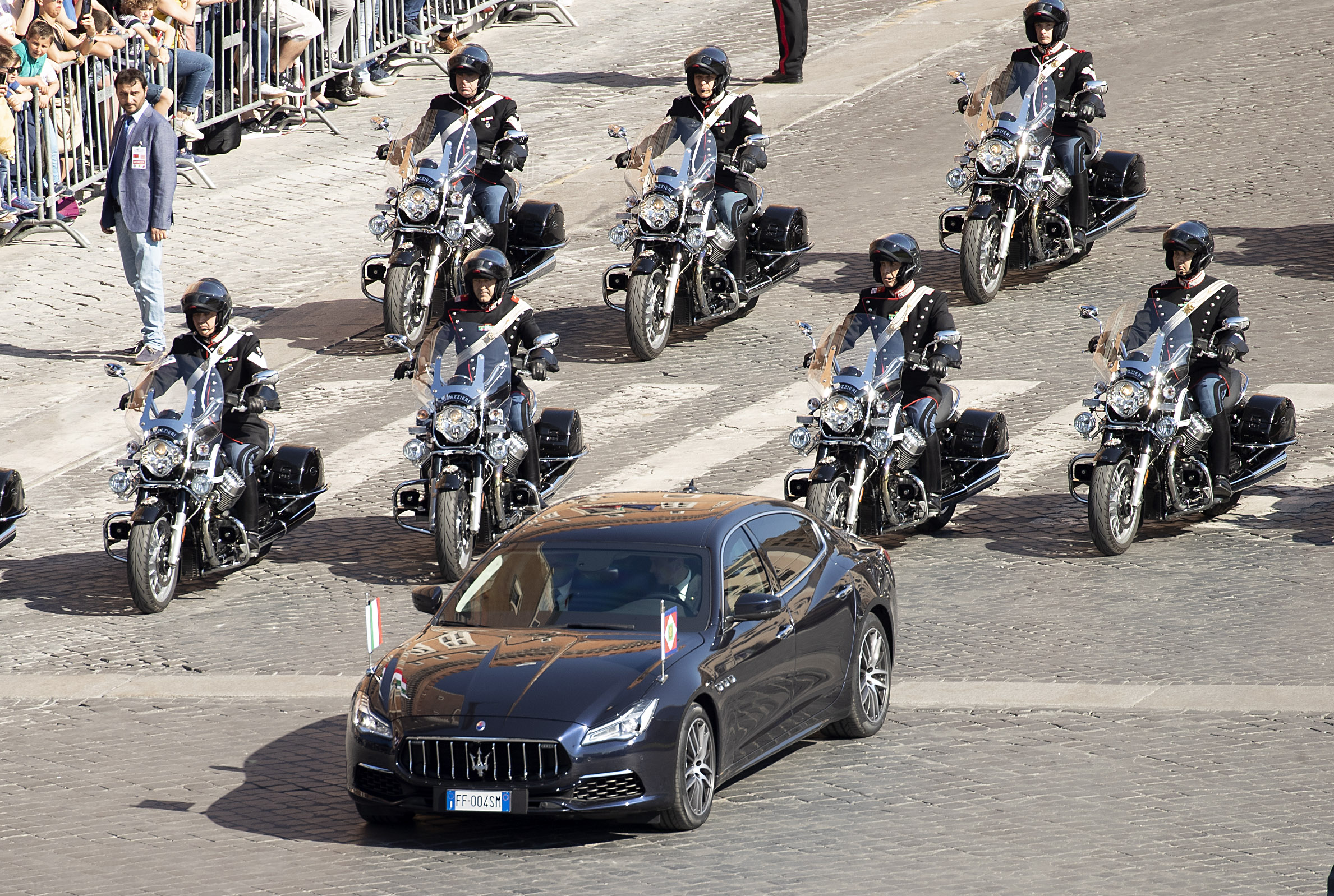
Gepanzerter Maserati Quattroporte VI des Präsidenten der Italienischen Republik (2019)

In Italien fahren die Politiker aktuell Fahrzeuge wie Maserati Quattroporte VI (Staatspräsident und Ministerpräsidentin), Alfa Romeo Giulia und Alfa Romeo Stelvio (Ministerpräsidentin) in gepanzerter Ausführung. Ebenfalls wird der aus den 1960er Jahren stammende Lancia Flaminia Presidenziale in langer Sonderausführung für spezielle Anlässe wie dem Festa della Repubblica eingesetzt. Eine Besonderheit ist, dass auch Fahrzeuge ausländischer Hersteller zum Einsatz kommen, so etwa unter Berlusconi ein Audi A8.
Früher gehörten Maserati Quattroporte V, Lancia Thesis, Lancia Thema, Alfa Romeo 164, Alfa Romeo 166 und Fiat Croma zu den traditionellen Politikerfahrzeugen. Zu den ebenfalls bekannten Dienstwagen der Vergangenheit gehören zudem Alfa Romeo 6C 2500, Fiat 2800, Lancia Astura, Lancia Flaminia, Fiat 130 und Maserati Quattroporte III.

### Italienische Staatskarossen

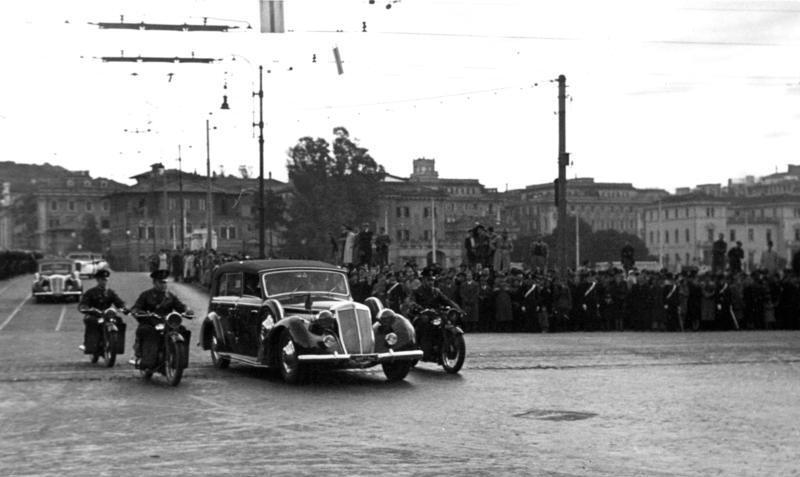
Lancia Astura Berlina (1940)
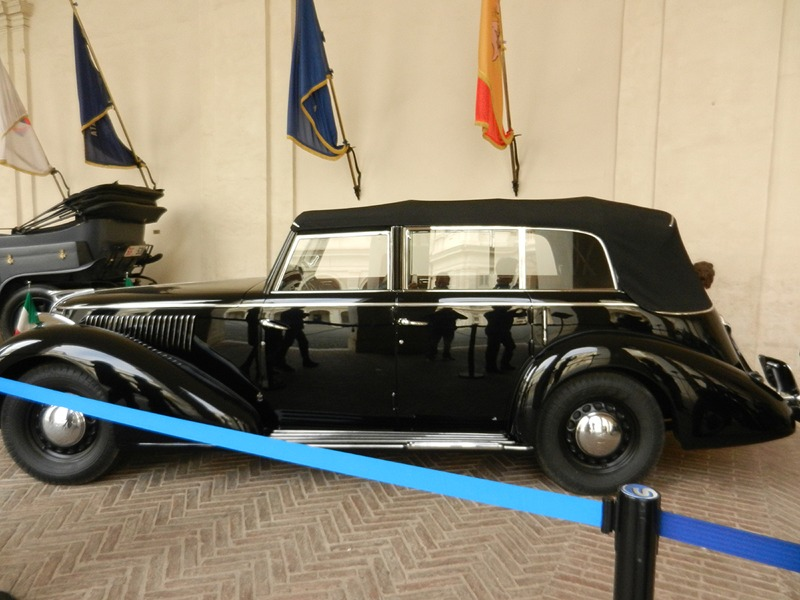
Fiat 2800, genutzt bis 1961
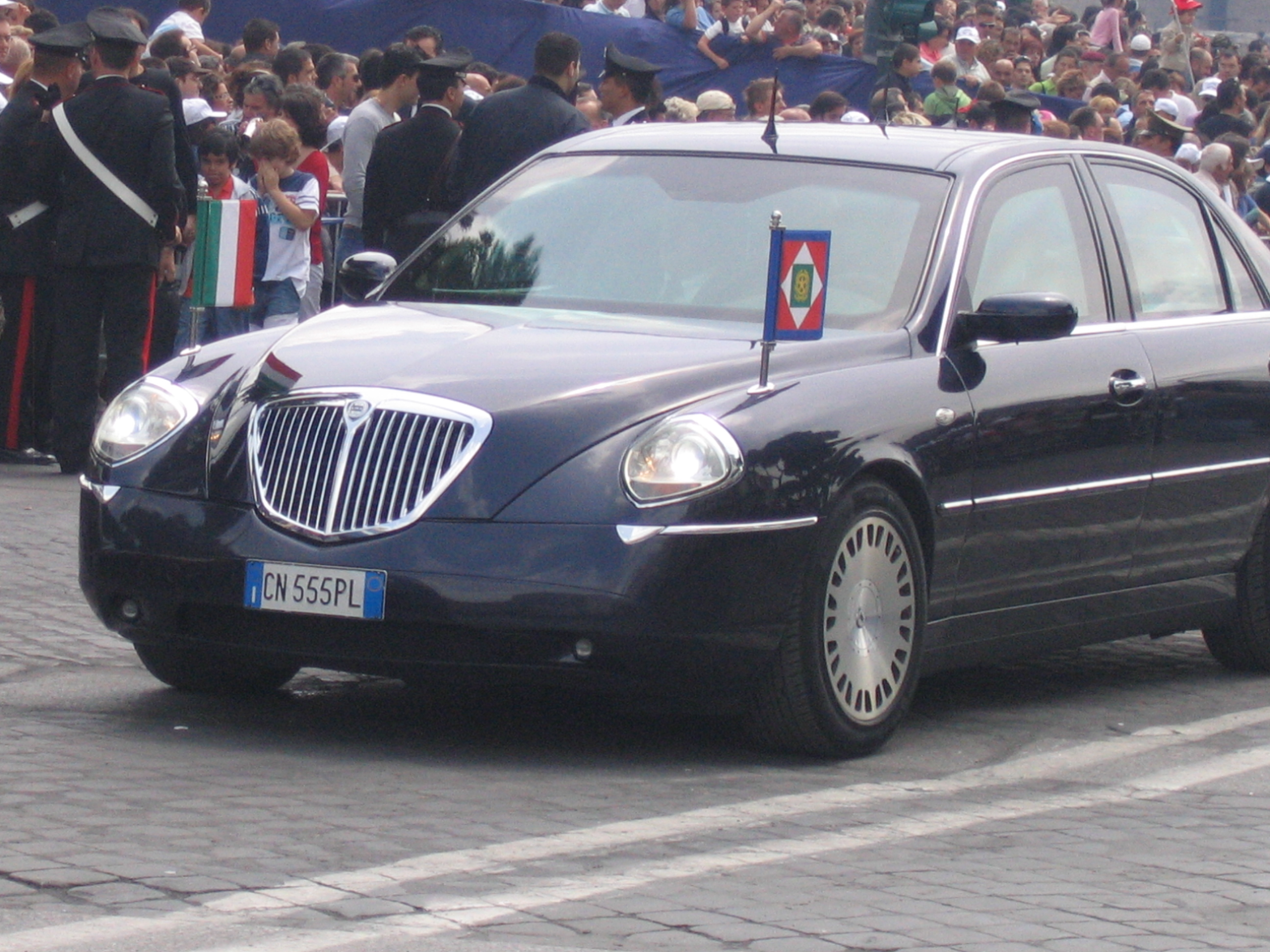
Lancia Thesis, genutzt bis 2007
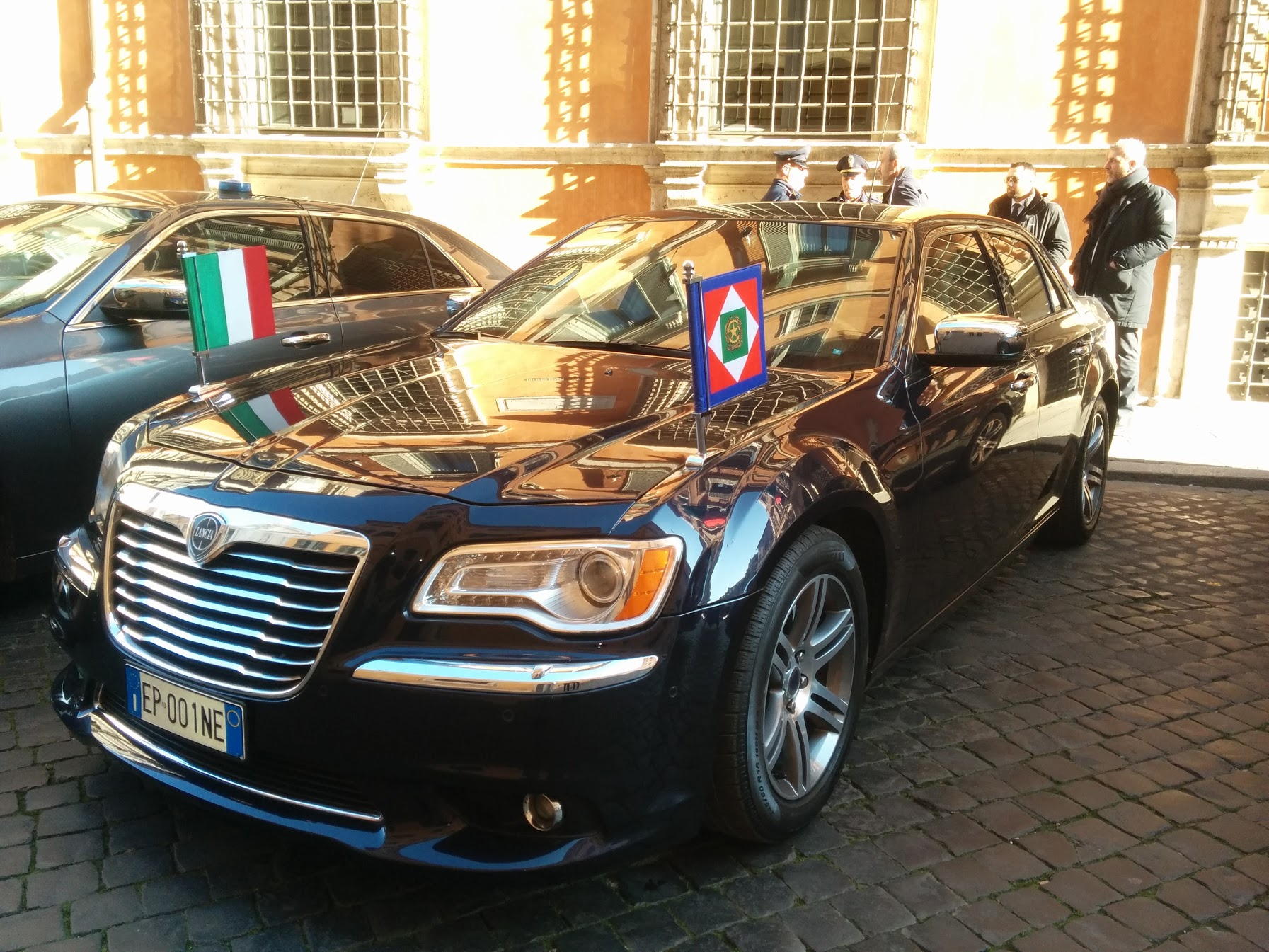
Lancia Thema (2016)
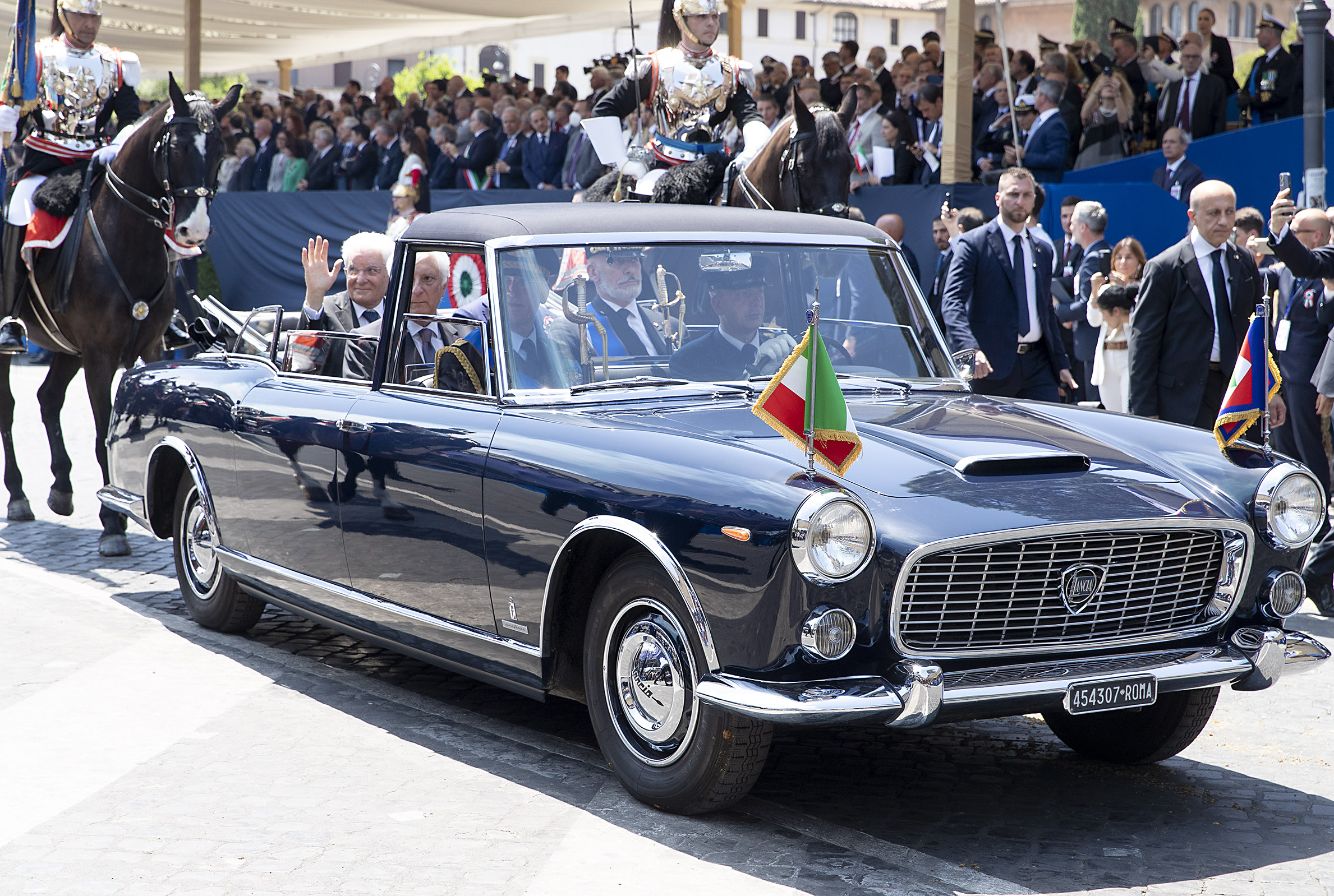
Flaminia Presidenziale (2022)

## Japan

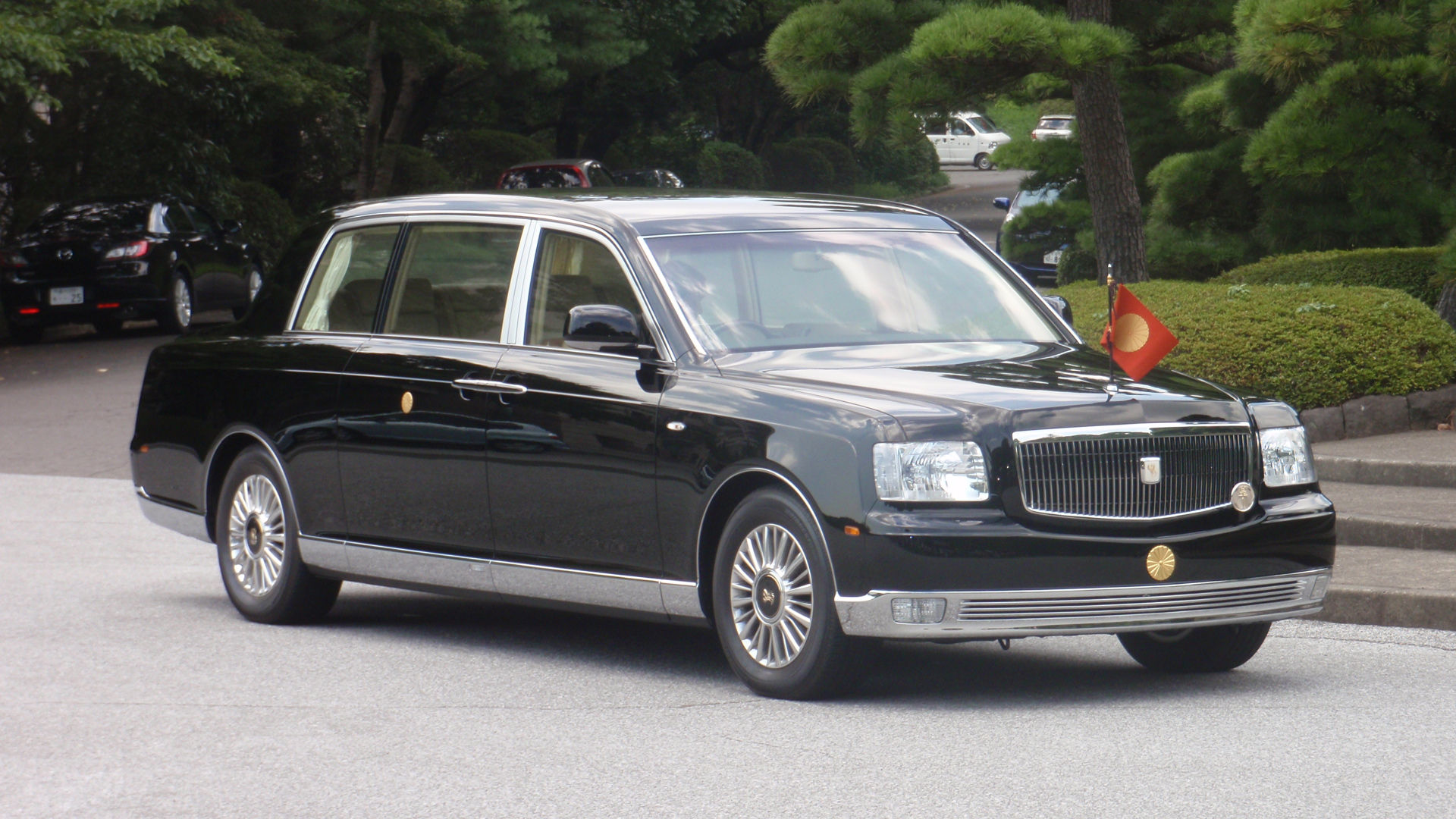
Toyota Century Royal

Der japanische Kaiser wird in einem Toyota Century Royal chauffiert. Dem Premierminister stehen ein regulärer Toyota Century sowie ein Lexus LS 600 zur Verfügung.

## Jugoslawien
König Alexander I. benutzte in den 1930er Jahren ein Fahrzeug der Marke Rolls-Royce.
Der ehemalige Staatspräsident Josip Broz Tito benutzte einen Mercedes-Benz 600.

## Neuseeland
In den letzten Jahrzehnten ließen sich die Ministerpräsidenten von Neuseeland üblicherweise in Spitzenlimousinen australischer Produktion wie Holden Statesman oder Ford Fairlane chauffieren. Im Dezember 2007 wurden dann 34 BMW 730Ld geordert, die seit 2008 als Staatskarossen zum Einsatz kommen.

## Niederlande
Niederländische Politiker fahren oft BMW der 7er-Reihe. Die ehemalige Königin Beatrix nutzte zu offiziellen Anlässen eine verlängerte Version des Volvo S80.

## Österreich

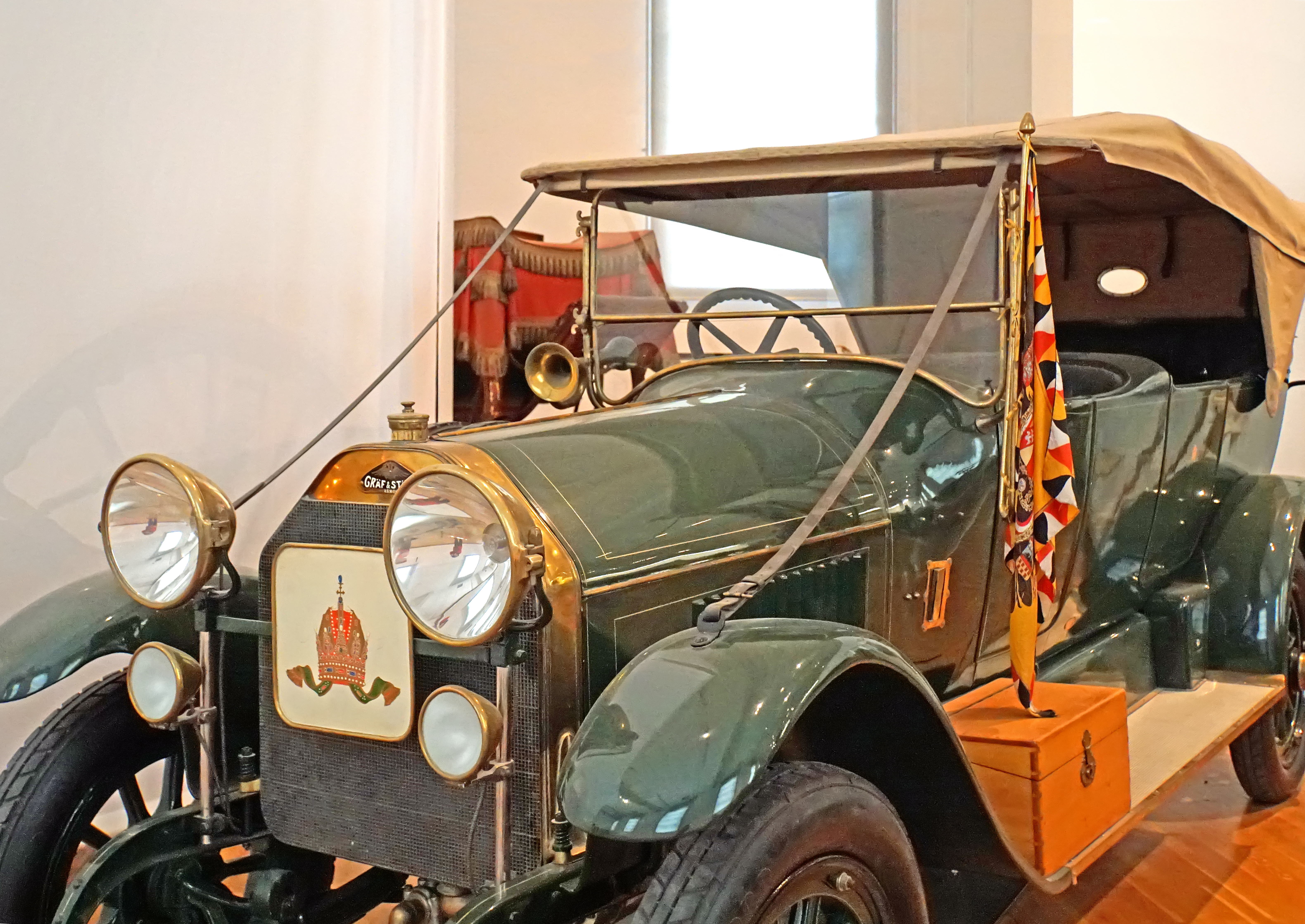
Der 1914 an Kaiser Franz Joseph I. gelieferte Gräf & Stift 40/45 HP wurde vor allem von Kaiser Karl I. für Fahrten an die Front benützt und ging mit dem Kaiser 1918 ins Exil.

### Monarchie
Einst diente der barocke goldene Imperialwagen als Krönungswagen des kaiserlichen Hofes in Wien.
Kaiser Franz Joseph nützte nur selten das Automobil und wurde meist in offenen Kutschen chauffiert, dennoch besaß der kaiserliche Hof zu seiner Zeit bereits etliche Automobile. Dies waren meist Erzeugnisse heimischer Firmen wie Austro-Daimler und Gräf und Stift mit Karosserien der Hoflieferanten Sebastian Armbruster, Jakob Lohner oder Anton Czerny. Von diesen Hof-Automobilen wurden zeitweise allein vier für den Kaiser vorbehalten, dem im März 1909 das erste – ein Austro Daimler 25/30 HP – vom Österreichischen Automobil-Club geschenkt wurde. Eine Zeit lang nützte Franz Josef als „Leibwagen“ (d. h. nur der Kaiser bestimmte persönlich über die Verwendung desselben) zwei Mercedes 40/45 PS. Davon besaß einer eine geschlossene Karosserie, der zweite war als Landaulet gestaltet. Ab September 1912 benützte er (seinem ausdrücklichen Wunsch nach einem österreichischen Automobil entsprechend) einen Gräf & Stift 40/45 HP mit geschlossener Karosserie von Anton Czerny.
Kaiser Karl I. nützte die von seinem Vorgänger übernommenen Fahrzeuge eher wenig und ließ neue anschaffen, darunter mehrere Nesselsdorf Typ T, Austro-Fiat und einen Rába aus Győr. Einzig den noch heute erhaltenen offenen Gräf & Stift von 1914 benützte Karl I. häufig vor allem zu Reisen an die Front, das Auto verließ mit dem Kaiser 1918 Österreich und blieb in der Schweiz. In den 1970er Jahren wurde das Auto von der ÖAF Gräf & Stift erworben und originalgetreu restauriert. Es trägt die typische Lackierung für Hoffahrzeuge und auch das Kennzeichen ist original. Von den Hofautos sind drei erhalten geblieben, je ein Austro-Daimler, Austro-Fiat und Gräf & Stift. Der Wagen Kaiser Karls I. wird in der Wagenburg von Schloss Schönbrunn gezeigt.

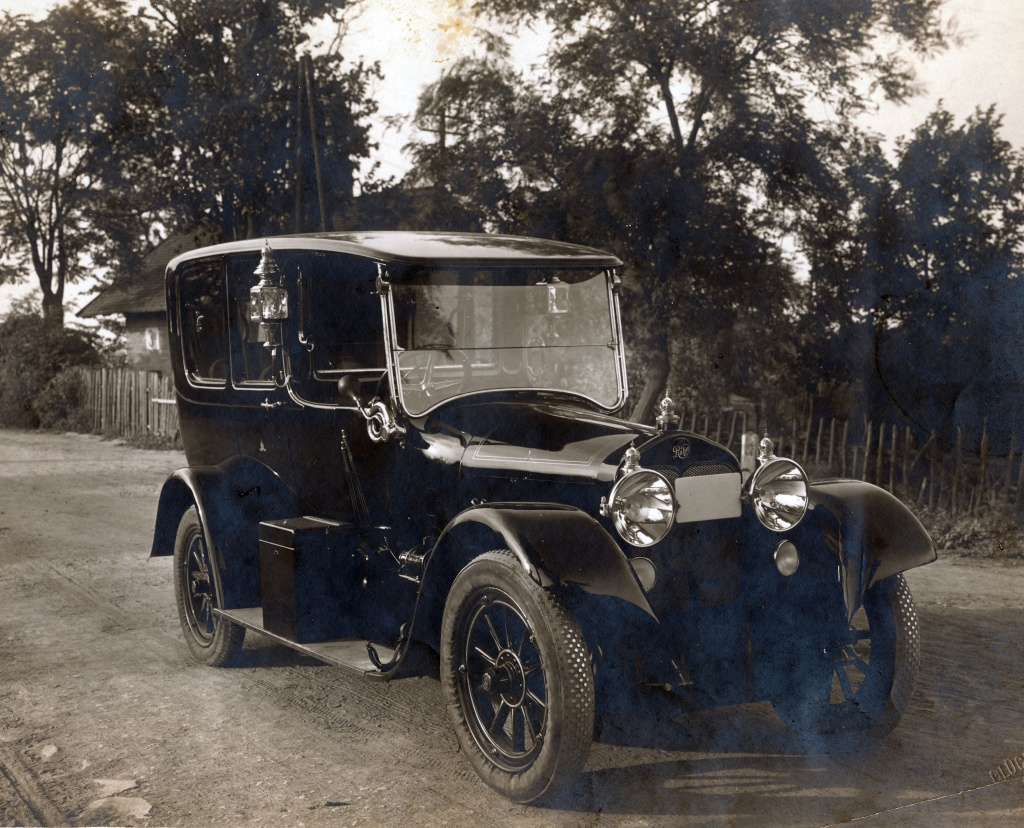
Rába Grand von Kaiser Karl I. (1917/18)

### Republik
Die österreichischen Bundespräsidenten der Zwischenkriegszeit, Michael Hainisch und Wilhelm Miklas, nutzten Fahrzeuge der Marken Steyr, Austro-Daimler sowie Gräf & Stift. Der autoritär regierende Bundeskanzler Engelbert Dollfuß wurde in einem Austro-Daimler gefahren.
Nach dem Zweiten Weltkrieg kamen vorerst ganz verschiedene und auch von den Besatzungsmächten zur Verfügung gestellte Wagen zum Einsatz, so auch ein Humber Super Snipe Mark II für Bundespräsident Körner. Dieser benützte in den frühen 1950er Jahren nicht nur einen Packard Clipper Custom, sondern mit einem Steyr 220 Cabriolet auch nochmals ein Auto aus österreichischer Fertigung. In den späten 1950er und frühen 1960er Jahren diente ein Chrysler Imperial als Staatskarosse für den Bundespräsidenten Schärf, sowohl er als auch die folgenden Bundespräsidenten Jonas und Kirchschläger benützten ab 1964 einen Mercedes-Benz 600.
Heute kommen die Mercedes-Benz S-Klasse, der VW Phaeton, der Audi A8 und der BMW 7er in Österreich zum Einsatz.

## Schweiz
In der Schweiz kommen hauptsächlich der BMW 7er, Audi A8 und die Mercedes-Benz S-Klasse zum Einsatz. Seit 2014 befindet sich auch ein Tesla Model S im Fuhrpark. Davor waren es unter anderem Chrysler Imperial und Cadillac Fleetwood.

## Sowjetunion und Russland
In der Sowjetunion wurden die Marken Wolga, ZIS und vor allem ZIL, sowie Fahrzeuge der Typen GAZ-13 Tschaika und GAZ-14 Tschaika verwendet.
In Russland werden heute nach wie vor ZIL-115, ZIL-117 und ZIL-4104 verwendet, Wladimir Putin ist häufig in einer gepanzerten S-Klasse von Mercedes-Benz der Baureihe 221 zu sehen. 
Seit Mai 2018 ist Wladimir Putin in seiner neuen Staatslimousine Aurus Senat unterwegs (Projekt Kortezh).

## Spanien

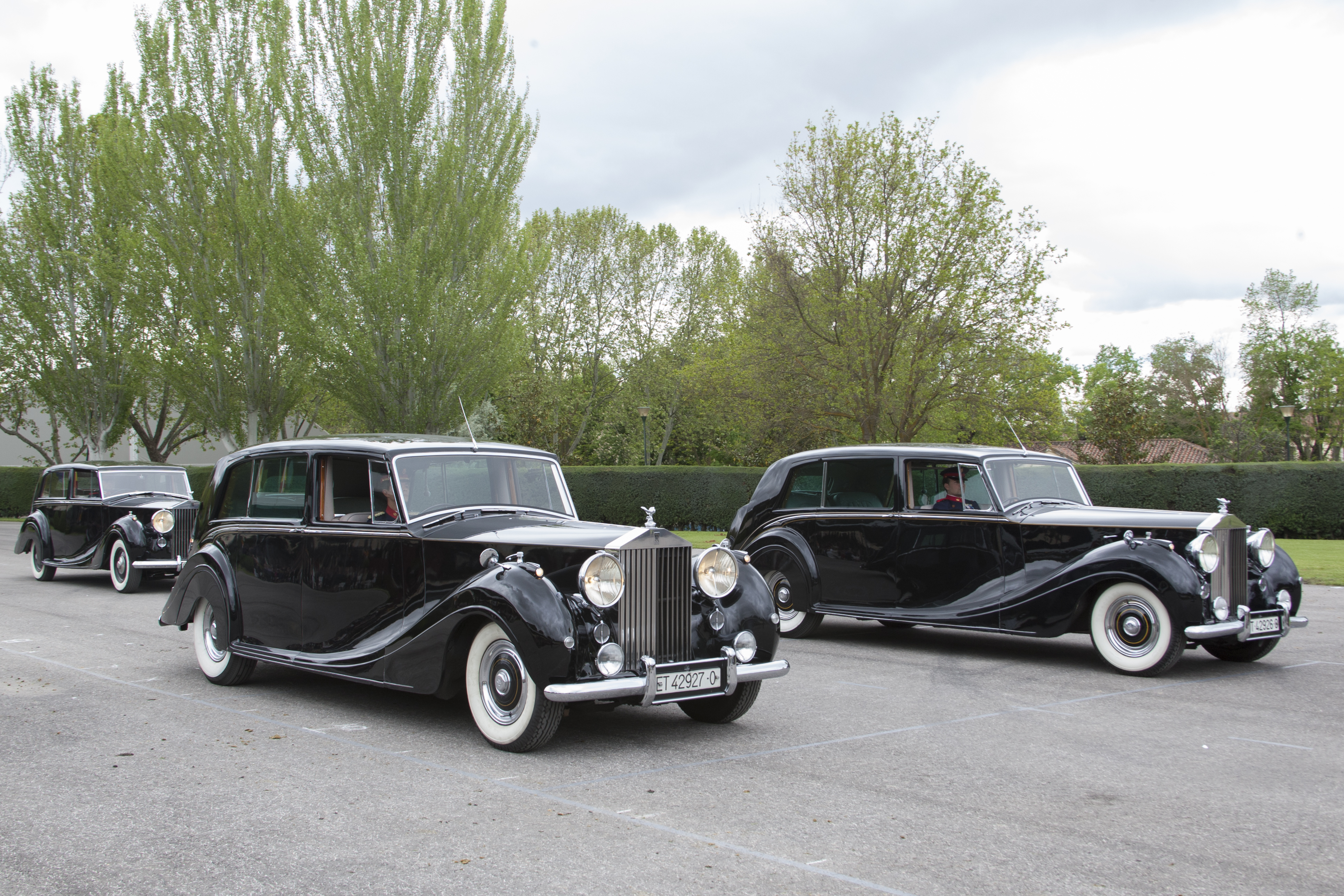
Zwei Rolls-Royce Phantom IV von Francisco Franco

Für offizielle Anlässe hatte der spanische Diktator General Franco drei Rolls-Royce Phantom IV mit Aufbauten von H. J. Mulliner erworben, von denen mindestens einer noch vom Königshof verwendet wird. Die drei schwarz lackierten Fahrzeuge (zwei Limousinen und ein Cabriolet) sind im hinteren Teil gepanzert.
Der spanische König Juan Carlos war vor seiner Abdankung 2014 meist in einem Audi-A8-Dienstfahrzeug zu sehen. 

## Taiwan
In Taiwan nutzen Präsident Lai Ching-te und Vizepräsidentin Hsiao Bi-khim bei offiziellen Anlässen BMW-Limousinen.

## Tschechien
Bereits die Nesselsdorfer Wagenfabrik in Kopřivnice als auch die Reichenberger Automobil Fabrik lieferte Fahrzeuge an den kaiserlich österreichischen Hof. Die aus Nesselsdorfer hervorgegangene Firma Tatra wurde zum Lieferanten der Staatskarossen der Ersten Tschechoslowakischen Republik. Eines dieser Fahrzeuge war der Tatra Typ 70.
Nach dem Krieg wurden in der Tschechoslowakei politische Personen im gepanzerten Škoda VOS gefahren. Danach bekam Tatra den Auftrag, eine Staatskarosse vorzustellen. In der Zwischenzeit wurden sowjetische Modelle (GAZ-12 ZIM) importiert, diese waren jedoch nicht beliebt. 1955 kam der Tatra 603 in Dienst, dieser wurde später vom Tatra 613 abgelöst. Als letztes Fahrzeug von Tatra kam der Tatra 700 in Dienst. Als Nachfolger der Tatra-Modelle kamen Fahrzeuge von Mercedes-Benz zum Einsatz. Václav Havel war häufig in seinem privaten Lancia Kappa zu sehen.
Seit dem Bau des Škoda Superb I, II und III mit Luxusausstattung wird der tschechische Präsident nur noch mit diesen Fahrzeugen gefahren.

## Türkei
Staatspräsident, Ministerpräsident, der Oberbefehlshaber der türkischen Armee, der Oppositionsführer sowie die Minister benutzen üblicherweise ein Fahrzeug der Mercedes-Benz S-Klasse in neuerer oder älterer Baureihe. Nach Angaben des türkischen Finanzministers Mehmet Şimşek hat die türkische Regierung derzeit 471 Staatsfahrzeuge in Gebrauch. Die Gesamtzahl der im öffentlichen Dienst benutzten Fahrzeuge beträgt 115.000 Stück (Stand: 26. Mai 2015).

## USA

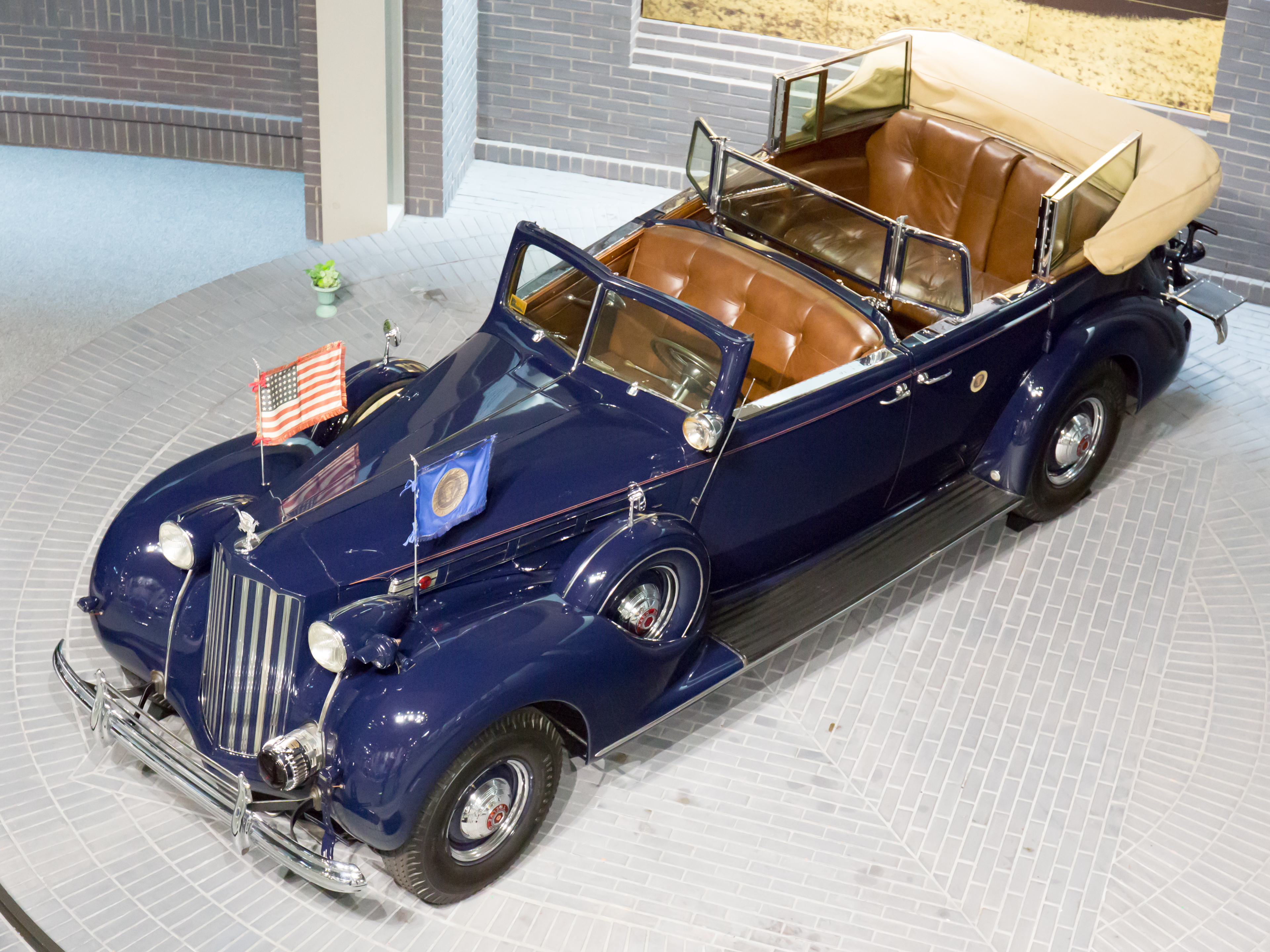
Packard Twelve (17. Serie) von Franklin Delano Roosevelt (1939)

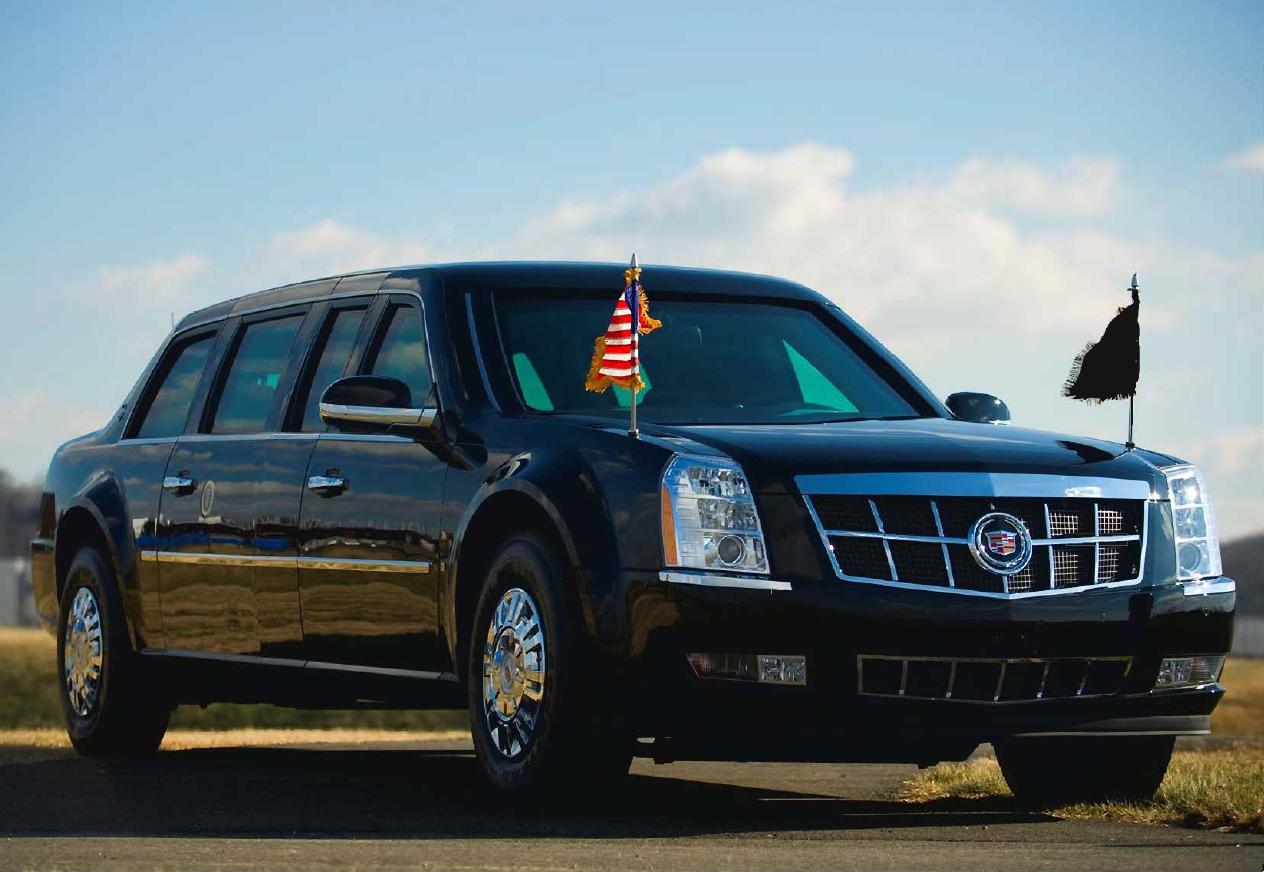
The Beast (2009)

Die ersten Automobile im Weißen Haus wurden von Präsident William Howard Taft 1909 geordert. Es waren ein Pierce Great Arrow, ein White Dampfwagen und ein Columbia Electric. Zumindest der Pierce-Arrow wurde noch von Woodrow Wilson genutzt.
Ein Packard Twin Six war 1921 das erste Automobil, das einen Präsidenten (Warren G. Harding) zur Amtseinsetzung fuhr.
Weitere von den US-Präsidenten genutzte Modelle waren:
- Packard Eight
- Packard Twelve Phaeton
- Lincoln Cosmopolitan, genannt Bubble Top, geordert für Harry S. Truman; das erste eigens für das Weiße Haus verlängerte Fahrzeug.
- Lincoln Continental, verlängerter Paradewagen, in dem John F. Kennedy starb; dieses Fahrzeug erhielt danach ein festes Dach
- Lincoln Town Car
- Cadillac Deville
- Cadillac DTS Presidential State Car: eine schwer gepanzerte Spezialanfertigung im Design des Cadillac DTS. Das Fahrzeug wird in Anlehnung an Air Force One auch Cadillac One genannt. Ein anderer Name ist auch The Beast („Das Biest“). Der US-Präsident verwendet auch bei Auslandsreisen ausschließlich seinen Dienstwagen sowie ein identisches Reservefahrzeug und zahlreiche eigene Begleitfahrzeuge (u. a. Chevrolet Suburban), die von der US Air Force mit Transportmaschinen vom Typ Boeing C-17 Globemaster III oder Lockheed C-5 Galaxy an ihren Einsatzort gebracht werden.

## Vatikanstadt

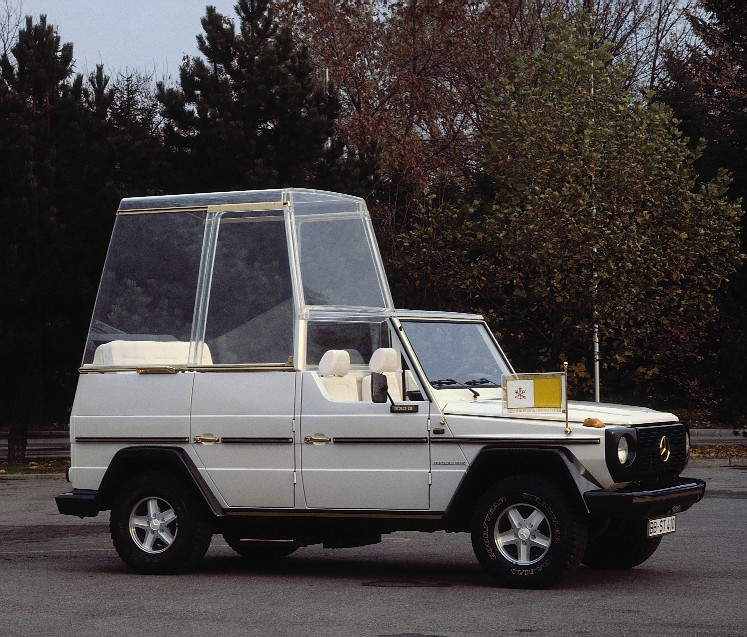
Papamobil

Eine Staatskarosse besonderer Art ist das Papamobil des Papstes. Papst Johannes Paul II. fuhr meist ein Mercedes G-Modell als Papamobil sowie eine verlängerte S-Klasse des Typs W 126 als 500 SEL in Sonderschutzausführung sowie des Typs W 140 als S 500 in Landauletversion. Ein Lancia Thesis mit der Bezeichnung Lancia Thesis Jubileo wurde speziell für Johannes Paul II. konfiguriert. Das Fahrzeug ist verlängert und hat auf Wunsch des Papstes weniger Chrom als die Serienausführung, auch sein Nachfolger Benedikt XVI. nutzte den Wagen. Des Weiteren hat Papst Benedikt XVI. darüber hinaus auch einen BMW E70 und seit Oktober 2006 einen umgebauten VW Phaeton anschaffen lassen.
Papst Franziskus zog bescheidene Autos vor. 2015 trat er erstmals in einem Papamobil auf Basis des Hyundai Santa Fe auf. Auf Auslandsreisen nutzte er kleine Modelle wie Renault Symbol und Fiat 500L. Seit Ende 2019 wird ein umgebauter Dacia Duster als Papamobil verwendet.

## Staatskarossen anderer Länder
- Brunei: Rolls-Royce Phantom VI, Maybach 62
- China: Hongqi
- Luxemburg Großherzog Jean benutzte von 1970 bis 1988 einen Daimler DS420, Großherzog Henri benutzt zurzeit einen Audi A8.
- In Malta wird der Präsident in einem Austin A135 aus den 1950er-Jahren chauffiert.
- Namibia: Mercedes-Benz S-Klasse
- Peru: Mercedes-Benz S 600 und Hongqi HQ430
- Polen: BMW 7er, Mercedes-Benz S-Klasse, Audi A8
- Schweden: Volvo 700er Reihe, Saab 9000, Saab 9-5, früher: Volvo 264 TE und Daimler DS 420
- Der König von Eswatini bevorzugt seit 2001 einen Maybach.

## Weiteres

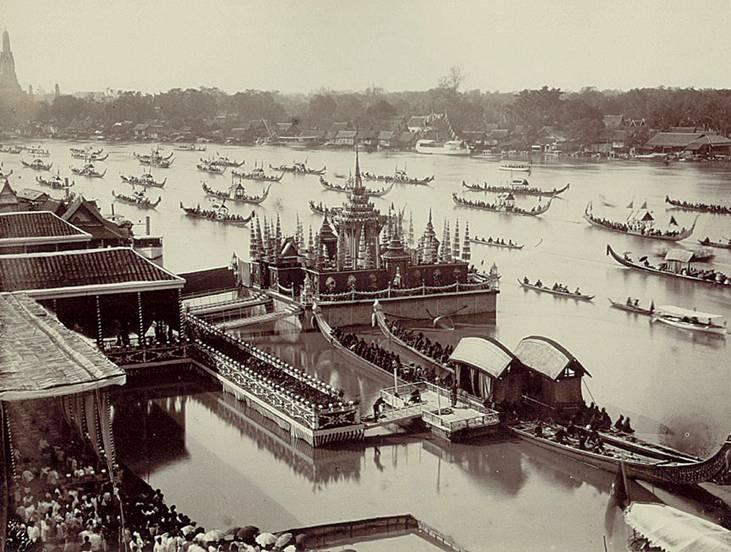
Badezeremonie in Thailand während der Barkenprozession 1886.

Auch Schiffe (siehe: Staatsyacht, Prunkbarkasse, Cheopsbarke im Alten Ägypten), Flugzeuge (z. B.: Konrad Adenauer (Flugzeug)) sowie Eisenbahnen (siehe: Staatszug) werden oder wurden eigens als Staats- bzw. Regierungsfahrzeuge konstruiert bzw. eingesetzt.
In eigentümlicher Tradition präsentiert Thailand das Herrscherfahrzeug zu Wasser in Gestalt der Königsbarke. Seit dem 14. Jahrhundert werden zu besonderen Anlässen Königliche Barkenprozessionen zelebriert.